# マチコミ
『マチコミ』は、テレビ埼玉ほか（首都圏トライアングル）で、生放送されている平日・夕方の情報番組である。

## 概要
『ごごたま』の後番組として開始された（以下、「前番組」と表記）。前番組同様、埼玉県内の地域情報と、音楽・映画・芸能等のエンタメ情報を中心とした内容となっている。こちらも、埼玉ローカル枠内で『テレ玉イブニングNEWS』が放送された。2018年4月2日から夕方ニュース枠は『ニュース545』として放送されている。
前番組同様、前半30分は「首都圏トライアングル」として、南関東の独立放送局にネットされている（詳細後述）。首都圏トライアングル枠内では毎週のテーマに関するお便りや埼玉県の地元情報などを、コロナ禍以前は、大宮駅前のアルシェ前や川越駅前のアトレ前で生で聞く「出張!マチコミボード」が行われていた。

## 歴史
- 2016年4月4日：放送開始
- 2018年3月23日：同年3月をもって鈴木崇広と手島千尋がMCを卒業することが発表された。
- 2018年4月2日：当番組内でのニュースコーナーが単独のニュース番組となり、放送時間が15分短縮される[1]。
- 2018年4月6日：金曜は、パーソナリティを「シークレットパーソナリティ」として、週替わりで出演することが発表された。
- 2018年10月19日：翌日のパナソニック ワイルドナイツ対キヤノンイーグルスの試合がこけら落としとなる2019年ラグビーワールドカップ日本大会の開催地熊谷ラグビー場から生放送[2]。
- 2019年2月7日：同年2月22日全国公開の映画『翔んで埼玉』告知のため二階堂ふみ、ブラザートム、監督の武内英樹が首都圏トライアングル枠に出演[3]。
- 2019年4月29日 - 5月6日：大型連休に伴い、放送休止[4]。
- 2019年5月10日：テレ玉開局40周年記念企画「ご当地中継63」スタート[5][6]。
- 2019年8月29日：同年10月26日公開予定の映画『一粒の麦 荻野吟子の生涯』告知のため、主演の若村麻由美が首都圏トライアングル枠に出演[7]。また、山崎が同日に入籍したことを明らかにした[8]。
- 2019年9月11日 - 13日：チバテレが令和元年房総半島台風（台風15号）関連災害特番の放送に伴い、当番組のネットを休止[9][10][11]。
- 2019年12月5日：山崎と竹本がFM NACK5『GOGOMONZ』に出演し、当番組と当時開催中の「テレ玉感謝祭」について宣伝した[12]。
- 2020年1月29日：この日のエンディングでテレ玉でも放送されている群馬テレビ制作のバラエティ番組『JOYのASOBU-TV JOYnt!』に出演しているJOYが月曜MCのダイアモンド☆ユカイと共に生出演。山崎と『 - JOYnt!』の番組ディレクターが番組PRを掛けて尻相撲対決を行うも勝ったのは山崎だった。だが、番組終了間際にJOYは山崎やユカイの一存もあり『 - JOYnt!』のPRをすることが出来た。なお、この模様は後日『 - JOYnt!』の中でも放送された。
- 2020年3月25日：同年3月をもって山崎彩紗がMCを卒業することが発表された[注 1]。
- 2020年3月26日：放送1000回を迎える[13]。
- 2020年8月3日：テレ玉の全番組のプレゼント企画「テレ玉感謝祭」に加え、番組独自のプレゼント企画「マチコミ感謝祭」を毎月開催することが発表された[14]。
- 2021年1月13日 - 2月28日：「#マチコミ新成人応援企画」で新成人の晴れ姿の写真や動画を募集[15]。
- 2021年1月14日 - 3月19日：新型コロナウイルスの感染再拡大を受けて、政府が同年1月7日に東京都・埼玉県・神奈川県・千葉県を対象に、2回目の緊急事態宣言を発令したことにより、同日から制作スタッフとアナウンサーを2班体制に分けるため、司会は月～水曜日は菅久瑛麻が、木・金曜日は荒木優里が担当する[16]。
- 2021年2月15日：同年放送のNHK大河ドラマ『青天を衝け』の主人公が深谷市出身の渋沢栄一であるため、テレ玉とNHKが一緒に渋沢栄一を盛り上げていこうと、NHKさいたま放送局アナウンサーの與芝由三栄がゲスト出演した[17][注 2]。
- 2021年2月22日 - 3月26日：「#マチコミ卒業応援企画」で卒業式の晴れ姿や思い出に残るワンシーンの写真もしくは動画を募集[18]。
- 2021年4月2日：2018年度から続いてきた毎週金曜のパーソナリティ「シークレットパーソナリティ」を同年3月26日に廃止し、原則として菅久のみで進行することが発表された[19]。
- 2021年3月 - 4月23日：「マチコミ新入生応援企画」で新たな道を歩み始める新入生の写真もしくは動画を募集[20]。
- 2021年7月16日：同年2月15日に行われたテレ玉とNHKさいたま放送局のコラボ企画の第2弾として、テレ玉からは、荒木優里が『ひるどき!さいたま〜ず』に出演した[21][22]。
- 2021年8月4日：先述のテレ玉とNHKさいたま放送局のコラボ企画第2弾として、NHKさいたま放送局からは、泉浩司がゲスト出演した[21][22]。またこの日は17:50より東京オリンピック（レスリング女子フリースタイル57kg級準々決勝等）中継を放送する関係で、番組を15分短縮し17:30までの放送となった。
- 2021年11月8日：同年2月15日・8月4日に行われたテレ玉とNHKさいたま放送局のコラボ企画の第3弾として、同局アナウンサーの古野晶子がゲスト出演した。
- 2022年1月27日 - ：新型コロナウイルスの感染再拡大を受けて、同日から再びアナウンサーを2班体制に分けるため、司会は月～水曜日は菅久が、木・金曜日は荒木が担当する[23]。前回（2021年1月14日 - 3月19日）は、政府が緊急事態宣言を発令したことによる措置で、今回は番組独自の措置となっている。
- 2022年3月18日：同年3月をもって荒木優里が木・金曜日MCを卒業することが発表された。なお、同年3月28日から最終出演日となる3月31日まで、毎日出演していた[24]。
- 2022年6月27日 - 7月1日：同年6月27日11:30頃、日本政府が電力需給ひっ迫注意報を発令したことを受け、節電のためスタジオ照明を一部抑えて放送。
- 2022年7月1日：ベルーナドームで開催予定だった埼玉西武ライオンズ対福岡ソフトバンクホークスの試合が、ソフトバンクホークス内での新型コロナウイルス感染拡大で開催中止となり[25]、この影響で番組内の中継や、後続の『TVSライオンズナイター（テレ玉スペシャルナイター）』も中止したことを受けて[26]、セレモニアルピッチに登場予定だった土佐兄弟[27]がゲスト出演した[28]。
- 2022年8月22日 - 新型コロナウイルス（BA.5）の感染再拡大を受けて、同日から再びアナウンサーを2班体制に分けるため、司会は月～水曜日は菅久が、木・金曜日は望月が担当する[29][30]。
- 2022年10月31日 - 同年放送のNHK大河ドラマ『鎌倉殿の13人』で、埼玉県内ゆかりの歴史上の人物が数多く登場しており、テレ玉とNHKさいたま放送局が一緒に比企地域を盛り上げていこうと、前作『青天を衝け』に続くコラボ企画の第4弾として、同局契約キャスターの武田涼花がゲスト出演した[31]。
- 2022年11月2日 - 同年10月31日に行われたテレ玉とNHKさいたま放送局のコラボ企画の第4弾として、テレ玉からは、菅久が『ひるどき!さいたま〜ず』に出演した[31]。
- 2023年3月20日：同年3月をもって菅久瑛麻がMCを、望月麗奈が金曜日MC・番組レポーターを卒業することが発表された。
- 2023年3月31日：菅久瑛麻がMCを、望月麗奈が金曜日MC・番組レポーターを卒業。[32][33]

## 出演者

### 司会
全曜日（月曜 - 金曜）を通じて出演。
- 塚田舞（テレ玉アナウンサー、月曜 - 金曜)[34]

### パーソナリティ
パーソナリティは、全員が埼玉県の所縁者（出身者、在住者）で統一されている。
- ダイアモンド✡ユカイ（月曜[35]、2016年4月4日 - ） - 大宮市（現：さいたま市）出身
以下の期間は、舞台出演のため欠席。後述する代役が出演する。
2016年8月8日 - 10月10日：舞台『ミス・サイゴン』出演[36]
2017年2月6日 - 4月24日：舞台『コメディ・トゥナイト! ローマで起こったおかしな出来事《江戸版》』出演[37]
2019年10月14日：RED WARRIORS ライブ『"SWINGIN'DAZE" 21st Century&The Greatest Hits』舞浜アンフィシアター公演のため欠席[38][39]。代役で山根良顕（アンガールズ）が出演。[40]
2022年11月7日：舞台『SEVEN－シンドバッド 7つの航海－』東京公演のため欠席[41][42]。代役で才木玲佳が出演[43][44]。
2023年8月7日：映画『TOKYO POP ４Kデジタルリマスター版』ロサンゼルスプレミアのため欠席[45]。代役で鳥居みゆきが出演[46]
2023年10月23日：映画『TOKYO POP ４Kデジタルリマスター版』 第36回東京国際映画祭登壇のため欠席[47]。代役で鳥居みゆきが出演[48]
- 馬場俊英（火曜、2016年4月5日 - ） - 大里郡寄居町出身
2019年5月7日：名古屋でのライブ「音市音座 Extra SSKB ALL STARS LIVE feat.ゴスペラーズ」[49][50]出演のため欠席。代役で岩井勇気（ハライチ）が出演。
2019年9月24日：熊谷市コミュニティひろばからの中継のため欠席[51]。代役で成田長親（忍城おもてなし甲冑隊）が出演[52]。
2020年9月22日：朝日放送ラジオ『ドッキリ!ハッキリ!三代澤康司です presents LIVE青春が止まらない』[53]出演のため欠席。代役で成田長親（忍城おもてなし甲冑隊）が出演[54][55]。
2022年7月26日：新型コロナウイルスの濃厚接触者に該当する可能性があるため欠席[56]。代役は設けず、スタジオ進行は菅久のみとなった[57]。
2022年10月4日・11日：体調不良のため欠席。代役で才木玲佳が出演[58][59][60]。
- デビット伊東（水曜、2016年4月6日 - ） - 入間市出身
2021年5月19日：グランドオープンしたばかりの西武園ゆうえんち（所沢市）からの中継のため欠席。代役でハルカラが出演[61][62]。
2024年1月10日：ぎっくり腰で療養のため欠席[63]。代役で瀬下尚人が出演。[64][注 3]
- 竹本孝之（木曜、2016年4月7日 - ） - 比企郡川島町在住
2020年12月17日：東京都中央区の日本橋とやま館からの中継のため欠席。代役は設けず、スタジオ進行は菅久のみとなった[65][66]。
2021年3月25日：長野県上田市にある上田電鉄別所線の千曲川橋梁からの中継のため欠席[67][68][注 4]。代役は設けず、スタジオ進行は菅久のみとなった[69]。
2021年5月27日：狭山市のさくらんぼ狩り施設「あまみごえファーム」からの中継のため欠席[70][71]。代役でお侍ちゃんが出演[72][73]。
2022年5月26日：横瀬町芦ヶ久保からお侍ちゃんと共に中継のため欠席[74][75]。代役は設けず、スタジオ進行は菅久のみとなった[76]。

### 金曜特別パーソナリティ
- 真彩希帆（2022年4月8日 - ）[77]
- 惣田紗莉渚（2022年8月12日、10月21日）[78][79]
- 坪井慶介（2023年9月1日）[80]
- ペンギンズ（2023年9月8日）[81]
- 渡邉美穂 (2023年9月29日）[82][83]
- 鳥居みゆき (2023年10月6日）[84]
- 斉藤正伸（2024年1月19日）[85]
- わちみなみ（2024年3月22日）[86]
- 武藤十夢（2024年5月31日）[87]
- ハイキングウォーキング（2024年6月14日）[88]
- 志田音々（2024年6月28日）[89]
- GAG（2024年7月5日）[90]
- 冴木柚葉（2024年8月2日）[91]
- スクールゾーン（2024年8月23日）[92]
- 三拍子 久保孝真（2024年9月6日）[93]
- ストレッチーズ（2024年10月11日）[94]
- 前田希美（2024年10月18日）[95]
- 肉乃小路ニクヨ（2024年10月25日、2025年1月24日）[96][97]
- 笹井千織（2024年11月1日）[98]
- わらふぢなるお（2024年11月15日）[99]
- まかろにステーション（2024年11月29日）[100]
- タケト（2024年12月6日）[101]
- 和田正人・河口恭吾（2024年12月13日）[102]

### 過去のパーソナリティ
- 荒木優里（当時テレ玉アナウンサー・金曜、2021年4月9日 - 2022年3月25日）
2017年度～2020年度は主に司会が1週間夏季休暇に入っている間、代打で担当した。
新型コロナウイルスの感染再拡大を受けて、政府が2021年1月7日に東京都・埼玉県・神奈川県・千葉県を対象に、2回目の緊急事態宣言を発令したことにより、同年1月14日から3月19日まで、制作スタッフとアナウンサーを2班体制に分けるため、月～水曜日は菅久が、木・金曜日は荒木が担当した[16]。2022年も感染再拡大を受けて、1月27日から同じく木・金曜日を担当していた[23]。
また、2021年度より毎週金曜日のパーソナリティ「シークレットパーソナリティ」が廃止されたため、同年4月1日より原則、菅久のみの進行だったが、4月9日より金曜日にレギュラー出演していた[103][104][105]。
なお、出演者紹介ページ上では、「番組レポーター」としていた[106]。
2021年6月18日：後述する「#アオハルのむこうがわ」特別編の中継のため欠席[107]。代役は設けず、スタジオ進行は菅久のみとなった。
2021年8月27日：皆野町の新井武平商店からの中継のため欠席[108][109]。代役は設けず、スタジオ進行は菅久のみとなった。
2021年9月10日：同月17日放送の「ちちぶだより」のロケのため欠席[110]。代役は設けず、スタジオ進行は菅久のみとなった[111]。
2021年9月24日：「埼玉トヨペットスペシャルDay」が開催されていたメットライフドームからの中継のため欠席[112]。代役は設けず、スタジオ進行は菅久のみとなった[113]。
2021年10月1日：放送週が夏季休暇のため欠席[114]。代役は設けず、スタジオ進行は菅久のみとなった。
2021年10月15日：『こんにちは県議会です』の収録のため欠席[115]。代役は設けず、スタジオ進行は菅久のみとなった[116]。
2021年11月5日：「ちちぶだより」で寄居町のやまき園からの中継のため欠席[117]。代役は設けず、スタジオ進行は菅久のみとなった[118]。
2021年12月3日：欠席。代役でジャガモンド斉藤が出演[注 5]。

新型コロナウイルスの感染再拡大を受けて、同年1月27日から再びアナウンサーを2班体制に分け、荒木が木・金曜日の司会を担当していたため、空席となっているパーソナリティについては以下のような対応がとられた。
- 2022年2月4日：ゲストとして、和泉杏（ハルカラ）が出演[注 6]。なお、月 - 水曜日司会を担当していた菅久は、首都圏トライアングル枠の「アオハルのむこうがわ 特別編」中継でさいたま市立浦和高校から出演していた。
2022年2月25日：ゲストとして、ジャガモンド斉藤が出演[注 7]。

#### 代役
前述の、月曜パーソナリティのダイアモンド✡ユカイの代役として出演したのは以下のとおり。埼玉県の所縁者、またはダイアモンド✡ユカイと同じサンミュージック、または月曜のコーナーレギュラーから代役が出演している。
- 2016年8月8日・10月10日、2017年2月20日・3月27日・4月10日：松井咲子 - 蕨市出身、後述のコーナーレギュラーでもある
- 2016年8月15日：伊藤華英 [126]- 大宮市出身
- 2016年8月22日：有安杏果（ももいろクローバーZ）[127][128] - 富士見市出身・富士見市PR大使
- 2016年8月29日：田中美麗（SUPER☆GiRLS）[129][130] - 戸田市出身
- 2016年9月5日：スギちゃん [131]- サンミュージック所属 ※埼玉県所縁者ではない（愛知県出身）
- 2016年9月12日、2017年2月13日：鳥居みゆき - 行田市育ち（出身は秋田県）、行田市観光大使、サンミュージック所属
- 2016年9月19日：岩佐美咲・ビリケン・はやぶさ - 毎週月曜の「マチコミボード」レギュラー出演者 ※全員埼玉県所縁者ではない[132]
- 2016年9月26日、2017年2月6日：ボビー・オロゴン - さいたま市在住[133]
- 2016年10月3日：が〜まるちょば - メンバーのうち、HIRO-PONが埼玉県出身（ケッチ!は静岡県出身）[134]
- 2017年2月27日：ハマカーン - メンバーのうち、浜谷健司が入間市出身（神田伸一郎は神奈川県川崎市中原区出身）[135]
- 2017年3月6日：虻川美穂子（北陽） - 北葛飾郡杉戸町出身・杉戸町宣伝大使[136]
- 2017年3月13日：伊藤さおり（北陽） - さいたま市出身[137]
- 2017年3月20日：永野 - さいたま市在住[138]
- 2017年4月3日：杉山裕之・谷田部俊（我が家） - 両名とも上尾市出身（坪倉由幸は神奈川県出身で、当番組には出演しなかった）
- 2017年4月17日：根本要（スターダストレビュー） - 行田市出身。スターダストレビューは行田市観光大使[139][140]
- 2017年4月24日：白鳥久美子（たんぽぽ） - 福島県郡山市出身だが、日本大学芸術学部在学中に、芸術学部のキャンパスがある所沢市に在住歴あり（川村エミコは神奈川県三浦市出身で、出身大学の東京経済大学のキャンパスは東京都内であり、当番組には出演しなかった）。[141]

##### 代理MC
「商店街からこんにちは」を放送する回は代理MCとなる。
菅久瑛麻
2022年9月27日:馬場俊英と共にベルーナドームより「テレ玉スペシャルナイター」の中継のため欠席。
- 望月麗奈[142]

体調不良による代役
- 2022年3月2日:荒木優里[143]

以下は、新型コロナウイルスの検査の結果で陽性判定後の代理。
- 2022年3月7日:才木玲佳[144][145][146]
- 2022年3月8日、9日:成田長親（忍城おもてなし甲冑隊）[147]

塚田舞
2024年2月20日:体調不良のため欠席。
- 野口美和[149][150]

以下は、声帯炎による欠席での代理。
- 2024年2月26日[151]・28日[152]・3月1日[153]・4日[154]・6日[155]:田中沙朋[注 8]
- 2024年2月27日[156]・29日[157]・3月5日[158]・7日[159]・8日[160]:野口美和

### 番組レポーター
- 野口美和（テレ玉アナウンサー、金曜スタジオ担当、ご当地中継63[161]など、2023年4月3日 - ）[162][163]
- 亀谷渉子（テレ玉アナウンサー、テレ玉くん天気予報[164]など、2024年4月5日 - ）[注 9]

過去の番組レポーター
- 望月麗奈（テレ玉アナウンサー・主に金曜パーソナリティ、ご当地中継63[165]、ちちぶだよりなど、2022年4月1日 - 2023年3月31日[166]）
2022年度は主に司会が1週間夏季休暇に入っている間、代打で担当する[167][注 10]。
出演者紹介ページ上では、「番組レポーター」としている[169]。
新型コロナウイルスの感染再拡大を受けて、2022年8月22日から9月9日まで木・金曜日の司会を担当していた[29][30]。

### コーナー担当
- お侍ちゃん（木曜日「お取り寄せ倶楽部」プレゼンテーター[170]）※舞台出演のため、2019年1月31日を最後に一時降板していたが、5月9日より復帰。その間の代役出演者は#コーナー担当を参照。
- 松井咲子（月曜日「おとな散歩」）[171]
- 加納有沙（毎月第1水曜日「Big-Aインフォメーション」）2016年9月7日 -
- 内堀恵子（月 - 金「クックハンド」担当・国際クッキングスクール）

※前番組から継続出演しているが、同番組とは違い、特別な場合を除き顔出しはしない。
- 斉藤正伸（ジャガモンド）（水曜日「ドッチを買いまSHOW」2020年3月4日 - 4月15日、6月10日 - 7月8日→金曜日「ジャガモンド斉藤の決!作劇場」2020年4月24日 - ）

※前者はハルカラの和泉が産休中のための代理出演。
- 望月沙紀（水曜日「ココロとカラダをひとやすみ Re:Life」）
- 荻秀幸（木曜日「荻秀幸の漢方納得相談」担当・一心堂薬局代表）

※前番組から継続出演。
過去のコーナー担当
- 白滝まつり（月曜日「出張!マチコミボード」）※隔週[172]
- はやぶさ（月曜日「出張!マチコミボード」）※隔週[173]
- 民謡ガールズ（月曜日「出張!マチコミボード」）※隔週[174]
- 山木透（月曜日「出張!マチコミボード」）※隔週[175]
- 夢宮加菜枝（月曜日「出張!マチコミボード」2017年7月31日 - 2020年3月16日）※隔週[注 12]
- 西村信彰（月曜日「出張!マチコミボード」2017年10月 - 12月25日）[176]
- 成田長親（忍城おもてなし甲冑隊）（火曜日「出張!マチコミボード」）※現在はレポータとして不定期出演。
- 荒木優里（テレ玉アナウンサー・水曜日「出張!マチコミボード」、金曜日中継）※隔週
- ハルカラ（水曜日「出張!マチコミボード」※隔週、「ドッチを買いまSHOW」※2020年4月から毎週。当面は浜名のみの出演だったが、2020年7月22日放送分で、産休中だった和泉も出演）
- 佐藤葵（木曜日「出張!マチコミボード」）※高校生のため、祝日と春季、夏季、冬季の休暇期間のみ不定期出演
- ガリベンズ矢野（木曜日「出張!マチコミボード」2019年2月14日、3月7日、3月28日、4月11日）※休演中のお侍ちゃんの代役出演
- ぶらっくさむらい（木曜日「出張!マチコミボード」2019年2月7日、2月28日、3月21日、4月18日）※休演中のお侍ちゃんの代役出演
- 野村美菜（木曜日「上田市へ行こう」）
- ラリゴ（金曜日中継）※不定期
- さいたまんぞう（金曜日中継）※不定期
- かんちゃま（金曜日中継）2018年度 - ※不定期
  - 2022年10月4日放送分5時台のコーナー「昭和にグッ!」に現在の「ぽんちゃま」名義でゲストとしても出演した[177]。
- 才木玲佳（金曜日中継）※不定期。2022年3月7日は菅久の代理で出演。
- さな（中継）※不定期。2016年9月15日、2018年11月22日、2019年2月21日、3月14日、4月4日、4月25日はお侍ちゃんの代理で出演。

- 小堺翔太（不定期「小堺翔太のファンタスティック浦和競馬ガイド」）
- 須田拓也（パップコーン）（金曜日「Go!Go!17号」2018年4月6日 - 2019年9月27日、「Go!Go!254号」2020年10月2日 - 2022年4月22日）
- 井上早紀（金曜日「ちちぶだより」2016年 - 2017年）[178]
- やながわみほ（金曜日「ちちぶだより」2016年 - 2018年）[179]
- 一色眞緒（金曜日「ちちぶだより」2022年）[180][181]

## 過去の出演者

### 出演者の変遷
| 期間                          | 司会                             | 司会                             | パーソナリティ      | パーソナリティ | パーソナリティ | パーソナリティ | パーソナリティ                              |
| 期間                          | 月-水曜日                        | 木・金曜日                       | 月曜日              | 火曜日         | 水曜日         | 木曜日         | 金曜日                                      |
| ----------------------------- | -------------------------------- | -------------------------------- | ------------------- | -------------- | -------------- | -------------- | ------------------------------------------- |
| 2016年4月4日 - 2018年3月30日  | 鈴木崇広(現:入船亭扇七) 手島千尋 | 鈴木崇広(現:入船亭扇七) 手島千尋 | ダイアモンド☆ユカイ | 馬場俊英       | デビット伊東   | 竹本孝之       | （司会が兼任）                              |
| 2018年4月2日 - 2020年3月31日  | 山崎彩紗                         | 山崎彩紗                         | ダイアモンド☆ユカイ | 馬場俊英       | デビット伊東   | 竹本孝之       | シークレットパーソナリティ （出演者を参照） |
| 2020年4月1日 - 2021年1月8日   | 菅久瑛麻                         | 菅久瑛麻                         | ダイアモンド☆ユカイ | 馬場俊英       | デビット伊東   | 竹本孝之       | シークレットパーソナリティ （出演者を参照） |
| 2021年1月11日 - 2021年3月19日 | 菅久瑛麻                         | 荒木優里                         | ダイアモンド☆ユカイ | 馬場俊英       | デビット伊東   | 竹本孝之       | シークレットパーソナリティ （出演者を参照） |
| 2021年3月22日 - 2021年3月26日 | 菅久瑛麻                         | 菅久瑛麻                         | ダイアモンド☆ユカイ | 馬場俊英       | デビット伊東   | 竹本孝之       | シークレットパーソナリティ （出演者を参照） |
| 2021年3月29日 - 2021年4月2日  | 菅久瑛麻                         | 菅久瑛麻                         | ダイアモンド☆ユカイ | 馬場俊英       | デビット伊東   | 竹本孝之       | （司会が兼任）                              |
| 2021年4月5日 - 2022年1月21日  | 菅久瑛麻                         | 菅久瑛麻                         | ダイアモンド☆ユカイ | 馬場俊英       | デビット伊東   | 竹本孝之       | 荒木優里                                    |
| 2022年1月24日 - 2022年3月31日 | 菅久瑛麻                         | 荒木優里                         | ダイアモンド☆ユカイ | 馬場俊英       | デビット伊東   | 竹本孝之       | （司会が兼任）                              |
| 2022年4月1日 - 2022年8月19日  | 菅久瑛麻                         | 菅久瑛麻                         | ダイアモンド☆ユカイ | 馬場俊英       | デビット伊東   | 竹本孝之       | 望月麗奈                                    |
| 2022年8月22日 - 9月15日       | 菅久瑛麻                         | 望月麗奈                         | ダイアモンド☆ユカイ | 馬場俊英       | デビット伊東   | 竹本孝之       | （司会が兼任）                              |
| 2022年9月16日 - 2023年3月31日 | 菅久瑛麻                         | 菅久瑛麻                         | ダイアモンド☆ユカイ | 馬場俊英       | デビット伊東   | 竹本孝之       | （司会が兼任）                              |
| 2023年4月3日 -                | 塚田舞                           | 塚田舞                           | ダイアモンド☆ユカイ | 馬場俊英       | デビット伊東   | 竹本孝之       | （司会が兼任）                              |

### シークレットパーソナリティ（毎週金曜、2018年4月6日 - 2021年3月26日）
- 2018年4月6日、5月18日、7月13日、9月21日、11月2日、2019年2月8日、4月19日、2020年3月27日[注 13]、6月26日、10月2日、2021年2月19日:杉山裕之・谷田部俊（我が家）
- 2018年4月13日、6月15日、7月27日、2019年2月22日、2020年3月13日[注 13]、5月29日、8月7日、10月30日、2021年3月12日:堀口文宏（あさりど）
- 2018年4月20日、6月29日、10月12日、2019年2月1日、4月5日、7月26日、2020年3月6日[注 13]、5月22日、11月20日、2021年2月12日:松井咲子
- 2018年4月27日、8月31日、2019年3月1日、6月28日、10月4日:ハマカーン
- 2018年5月4日、8月10日、2019年3月15日、5月31日、7月19日、9月27日、2020年1月10日、4月3日、5月1日、6月5日、7月3日、8月14日、10月9日、2021年1月15日:永野
- 2018年5月11日:成田長親（忍城おもてなし甲冑隊）・お侍ちゃん
- 2018年6月22日、2019年2月15日、8月16日、11月22日、2020年2月28日、5月8日、6月12日、7月10日、10月16日、2021年3月5日:山根良顕（アンガールズ）
- 2018年7月6日、9月28日、2019年3月29日、7月5日、11月29日、2020年9月4日:神田穣
- 2018年7月20日:髙橋彩音（AKB48 Team8）
- 2018年8月3日、11月9日、2019年4月12日:岩井勇気（ハライチ）
- 2018年8月24日、11月23日、2019年3月22日、2020年5月15日[注 14]:ななめ45°
- 2018年9月14日、2019年1月11日:市川美織
- 2018年8月17日、11月16日、2020年10月23日、2021年2月5日:ザ・たっち
- 2018年10月19日:矢島舞美
- 2018年12月28日、2021年3月26日:荒木優里（テレ玉アナウンサー）
- 2019年1月18日、2020年4月17日[注 13]、7月24日、11月27日:ペンギンズ
- 2019年1月25日、4月26日、2020年4月24日[注 13]、9月11日:にゃんこスター
- 2019年3月8日、2021年2月26日:竹本孝之
- 2019年7月12日、2020年4月10日[注 13]、6月19日、8月28日、12月4日、2021年1月22日:アキラ100%
- 2020年7月17日[注 15]:村瀬紗英（NMB48）[184]
- 2020年7月31日、9月18日、12月18日:阿見201[注 16]
- 2020年8月21日、11月6日、2021年1月29日:永井佑一郎
- 2020年9月25日、12月11日:西尾季隆（X-GUN）
- 2020年11月13日[注 17]:SAM（TRF）[187]
- 2021年3月19日:坪井慶介[188]

### コーナー担当
- 田中美和子（第1水曜日「Big-Aインフォメーション」 - 2016年8月3日）
  - 2022年3月16日放送回では、女性専用フィットネスクラブ・カーブスについてのリポートでVTR出演した。

前番組では埼玉ローカル枠での放送で、『シャキット!』（千葉テレビ放送）の千葉ローカル枠でも放送されていた（田中は両方に出演のため、朝に千葉→夕方に埼玉と移動していた。）。当番組より首都圏トライアングル枠での放送のため、従来の埼玉・千葉だけでなくテレビ神奈川でも視聴可能となった。そのためシャキット!の同コーナーは廃止された。なお、埼玉県所縁者ではない（千葉県出身）。
- 春山恵理（「出張!マチコミボード」2017年1月25日）
- 佐々木真奈美（水曜日「Big-Aインフォメーション」2020年6月3日 - 10月7日）※加納有沙の産休による代役出演
- 安田さち（水曜日「Big-Aインフォメーション」2021年12月1日 - 2022年1月12日）※加納有沙の産休による代役出演
- 冨並望美（水曜日「Big-Aインフォメーション」2022年2月9日）※加納有沙の産休且つ安田さちの新型コロナウイルス濃厚接触者認定による代役出演

## タイムテーブル
※生放送のため、時間に多少の変更がある。

### 現在（2024年10月-）
| 時刻  | 放送内容                                                             |
| ----- | -------------------------------------------------------------------- |
| 16:30 | オープニング                                                         |
| 16:32 | 天気予報                                                             |
| 16:34 | 日替わりコーナー1                                                    |
| 16:44 | 日替わりコーナー2                                                    |
| 16:54 | メッセージ・メール紹介                                               |
| 16:58 | ステーションブレイク（テレビ神奈川・千葉テレビ放送はここで飛び降り） |
| 17:00 | ローカル枠オープニング                                               |
| 17:01 | マチコミじゃんけん                                                   |
| 17:06 | 日替わりコーナー2                                                    |
| 17:15 | 日替わりコーナー3                                                    |
| 17:22 | 安心安全インフォメーション                                           |
| 17:24 | メッセージ・メール紹介                                               |
| 17:27 | エンディング                                                         |
| 17:28 | ステーションブレイク                                                 |

## 現在のコーナー

### 毎日
- オープニング
前半はお便り募集の案内、後半はお便り募集の案内とお知らせなどを行う。なお前半は、神奈川と千葉向けのコメントとして、「この時間は『首都圏トライアングル』でtvk・チバテレでご覧の皆さんにもお送りしていきます。」となる。右上に「首都圏トライアングル」のロゴと「テレ玉→tvk・チバテレ」と表記される。
- 天気予報
関東地方の放送日夜と明日の天気を伝える。前半は中継先からリポーターが現地の天気を軽く伝えたあと、スタジオから山崎が天気を伝える。後半は中継先のリポーターが明日の埼玉県内の天気を伝える。なお、お侍ちゃん出演日は「侍天気予報」と題して、お侍ちゃんが侍言葉で天気予報を読み上げる。
2019年6月21日からは「ご当地中継63」の中継先の週末の天気を伝える「ピンポイント天気」も埼玉ローカル枠で追加された（8月30日以降放送されなかったが、10月25日より不定期で放送再開）。
2022年7月1日から8月31日までステーキ宮の提供クレジットが挿入された。
放送開始から2017年度までの後半は県内の時間別の天気を地域別（越谷・さいたま・所沢→本庄・熊谷・久喜→秩父・飯能）に伝えるが、時間の関係で週間予報のみとなることがあった。
番組開始以来、4時台のみBGMが流れていたが、2022年4月18日より、5時台にもBGMが流れるようになった。
  - マチコミ夏休み特別企画 君もお天気キャスター!
2021年8月2日から同年8月20日まで、2022年8月1日から同年8月19日まで、2023年7月31日から8月4日、同月7日から10日、同月14日から18日までは、事前に応募した小学3年生から6年生までの児童1人が天気を伝える企画を実施した[189][190][191]。コーナーの最初に2021年度はセラオ（株式会社三和）、2022年度はステーキ宮と武蔵コーポレーション、2023年度は武蔵コーポレーションと埼玉県住宅供給公社の提供クレジットが挿入される。2021年度は荒木（後述の「ご当地中継63」を担当する日は、同局アナウンサーの塩原桜が代理）が、2022年度は塩原が、2023年度は野口（「ご当地中継63」を担当する日は、塩原が代理[注 18]）が担当した。2023年度は首都圏トライアングル枠エンディングに野口と小学生お天気キャスターがスタジオ出演している。
  - テレ玉くん天気予報
首都圏トライアングル枠・埼玉ローカル枠で2022年4月4日から毎週月曜日に放送。テレ玉くんと望月麗奈がテレ玉本社屋上（雨天・荒天時は本社玄関前またはロビー）から現在の天候、関東地方の放送日夜と明日の天気、天気のポイント（5時台は「テレ玉くん的お天気ワンポイント!」と題している）などを伝える。
望月が所用や司会の代打で出演できない場合、テレ玉くんのみが出演し、フリップで現在の天候を伝える。
同年7月4日は、神奈川県横浜市中区の海上保安庁第三管区海上保安本部の敷地内から中継を行い、海上保安庁がどのような業務を行っているのかリポートした[197]。
- 出張!マチコミボード
大宮駅アルシェ前や川越駅アトレ前、またはその他の県内各所でその週のメッセージテーマについて街の声をホワイトボードにまとめてリポーターが伝える。2019年2月からはBGMがつくようになった。
金曜日は「出張!マチコミボード」としての放送は無いが、上記以外の中継先からリポートする。
放送開始から2017年度までは浦和駅アトレ前でもリポートしていた。
2020年4月1日の放送からは、新型コロナウイルス感染防止対策について、新しい生活様式の実践例やCOCOAの紹介などを伝えている。
2021年・2022年の全国高等学校野球選手権埼玉大会期間中、スタジオに「マチコミボード」として、視聴者から高校球児たちへの応援メッセージを書き込んでいる。
- クックハンド
埼玉ローカル枠で放送。国際クッキングスクールの内堀恵子がその日に作る料理を紹介する。当コーナーではアピタ・ピアゴのプライベートブランド「StyleONE」の調味料を使用している。オープニングはパーソナリティが「今日は何を作るのかな?レッツ、クックハンド!」とタイトルコールする[注 19]。
調理シーンのVTRでは、クレモンティーヌの「お料理行進曲」がBGMに使われており、このVTRはテレ玉の公式YouTubeチャンネルに配信されている。
放送開始から2017年度まではタイトルコールのあとに初代司会の鈴木崇広のナレーションで「草木を育てるのが上手な人を『緑の手を持っている』と言いますが、料理の上手な人の手は何色なんでしょう。」というオープニングVTRがあった。
2016年度から2019年度まではアピタの一社提供となっており、特に2019年度には提供クレジットが挿入された。
2024年2月28日からは、過去に放送した料理を選りすぐり放送する「クックハンド 傑作選」が放送開始。[注 20]
- 安心安全インフォメーション
埼玉ローカル枠で放送。放送日午前中までに埼玉県警察に入っている不審者情報と振り込め詐欺などの情報を伝える。
2018年度からは放送日夜と翌日昼に各警察署で行われる交通取り締まりの情報を伝える。
2020年12月より水曜日のみ、アルシェの提供クレジットが挿入されている。

### 月曜日
- おとな散歩
首都圏トライアングル枠の日替わりコーナー1で放送。元・AKB48メンバーの松井咲子が埼玉県内の市町村を歩き、その土地のちょっぴり大人なスポットを紹介する。
オープニング曲およびテーマ曲にはヴァネッサ・カールトンの「サウザンド・マイルズ」が使用される。
2019年8月19日、26日、9月2日、9日はゲストににゃんこスターが出演。
2019年12月18日、19日は首都圏トライアングル枠で「おとな散歩 番外編」と題し、長崎県五島列島の福江島を訪れた。
2020年4月27日より、新型コロナウイルス感染拡大のため、ロケが中断され、過去に紹介した内容を「傑作集」として再放送されていたが、同年11月17日より、感染対策を講じた上でロケを再開し[198][199]、同年12月7日より新作の放送が再開された。
2024年3月4日放送でスタジオ出演し、3月25日放送でコーナーが終了すると発表した。[200]
- マチコミ的 大人の社会科見学
埼玉ローカル枠の日替わりコーナー3で2022年2月28日から放送。企業や団体の裏側を同局アナウンサーの平川沙英が潜入調査で紐解く。
これまでにも、ダイアモンド☆ユカイが東京証券取引所を見学する「ダイアモンド☆ユカイ 大人の社会科見学」を2019年12月2日[201]と同年12月9日[202]に首都圏トライアングル枠の日替わりコーナー1で不定期に放送しており、「大人の社会科見学」というタイトルとしては実質復活となった。
- マチコミ ワンニャン部
2021年3月15日から首都圏トライアングル枠の後半で放送。「コロナ疲れに癒しの時間を」として、可愛い犬や猫の動画や写真を見て癒されようというコーナー。BGMはこおろぎの「かえるのピアノ」。
同年6月7日から偶数月は、当番組の首都圏トライアングル枠でも紹介している偶数月発売の猫雑誌「ねことも」発行元の秋水社の提供クレジットが挿入され、当コーナーに応募した猫の写真の中から、「ねことも賞」として、編集部が選んだ写真を同誌に掲載している。同年8月から9月6日までは、同時に株式会社ライブナビの提供クレジットが挿入され、犬の写真や動画が採用された視聴者には、同社の製品であるDr.WANDELとKANDELをセットでプレゼントしていた。同年10月4日からは、同時にアースダンボールの提供クレジットが挿入され、当コーナーに応募した犬・猫の写真の中から、「アースダンボール賞」として、受賞者には、受賞した写真が貼られた段ボールタワー（3箱1組）が贈られる。2022年11月7日より、「ワンニャン部トラック」に続いて、書籍「ダンボール2.0!」も併せてプレゼントしている。
同年8月23日に、当コーナーのオリジナルステッカー（犬バージョン・猫バージョン）が披露された。
さらに、同年9月6日より、紹介した写真の中からダイアモンド☆ユカイが選ぶ「ユカイで賞」を新設し、受賞者には、上記のオリジナルステッカー（サイン入り）がプレゼントされる。なお、先述の通り、才木玲佳が代理パーソナリティを務めた2022年11月7日は、「ユカイで賞」に代わって「玲佳で賞」としてオリジナルステッカーをプレゼントしていた。
2022年7月5日からと同年7月26日からの1週間は「特別編」として、首都圏トライアングル枠のオープニング内でも放送している。
- おいしさまるごとマイスター
埼玉ローカル枠の日替わりコーナー2で放送。各都道府県産の野菜や果物を取り上げてその作り手を招き、旬の食材を美味しく食べるヒントを紹介する。紹介した内容は浦和中央青果市場のホームページでも紹介している。
- 開運埼玉神社巡り #百聞は一詣にしかず
埼玉ローカル枠の日替わりコーナー2と日替わりコーナー3の間で2021年12月6日から放送。埼玉県神社庁の監修の下、神社庁がインスタグラムなどSNSで発信している「#百聞は一詣（いっけい）にしかず」という取組みとの連動企画。神聖な雰囲気が漂う映像を通して、神社の歴史やご祭神、授与品など埼玉県内の神社それぞれの特色を伝える。また、近年ブームとなっている御朱印についても紹介するとしている[203]。
ナレーションは、同局アナウンサーの塩原桜[204]。
2022年1月17日（川越熊野神社）をもって1stシーズンとしての放送は終了となり、同年春より2ndシーズンを開始する予定だったが、予定より遅れて同年7月11日（鷲宮神社）に開始した[205]。
- ユカイに聞け
埼玉ローカル枠の日替わりコーナー3で不定期に放送。視聴者から寄せられた質問をダイアモンド☆ユカイ流に答える。
2020年9月14日は、放送週が菅久が夏休みのため、荒木が代理で司会を担当していた際、「アラキに聞け」として放送された[206]。

### 火曜日
- オトコミ
首都圏トライアングル枠の日替わりコーナー1で放送。話題のアーティストをスタジオに迎える。
2020年4月14日より最新のミュージッククリップを紹介する「オトコミ M Select」を不定期で放送。
- 商店街からこんにちは
首都圏トライアングル枠・埼玉ローカル枠（「天気予報」「安心安全インフォメーション」を除く）の全コーナー枠で2022年4月26日から放送。菅久と馬場が、「あなたの街を元気に!」をコンセプトに、埼玉県内の商店街から生中継で出演し、旬な情報をお届けするとしている。さらに、「不正解なら自腹で食べてねクイズ」と題して、中継先の各飲食店から出題されるクイズに菅久と馬場が解答して、提供される商品を試食するが、万が一不正解だった場合、自腹で購入しなければならないことになる。
なお、スタジオ進行は、望月麗奈が担当する[207]。
基本的に、中継先の自治体に本社を置く企業の提供クレジットが挿入されるが、2022年10月25日放送回（白岡市）は、彩の国4信用金庫（埼玉縣信用金庫・川口信用金庫・青木信用金庫・飯能信用金庫）の提供クレジットが併せて挿入された[注 21]。
- マチコミすいーつ図鑑
埼玉ローカル枠の日替わりコーナー2で2020年2月28日から放送。県内の美味しいスイーツを「マチコミ的」な切り口で収集し、スイーツの図鑑を作る。VTRナレーションは同局アナウンサーの塩原桜[注 22]。VTRの最後には、MARLOE.の「The Future is Now」が流れることが多い。
2020年4月7日より毎週火曜日の埼玉ローカル枠の日替わりコーナー3で放送されている。
VTRで紹介したスイーツは、VTR明けにスタジオでも試食するが、氷菓系のスイーツは試食できないため、省略されたり、代替商品を試食することになる。
2017年度中から2019年7月2日まで毎週火曜日に放送していた「美味しいスイーツ教えてもらってもイイですか?」とほぼ同内容である。

### 水曜日
- Big-Aインフォメーション
前番組から継続。首都圏トライアングル枠の日替わりコーナー1で毎月第1週に放送。Big-Aで発売中のおすすめ商品やプレゼントなどをナビゲーターの加納有沙が紹介する。
2022年3月2日より、マイナーチェンジが行われ、紹介する商品のメーカー担当者もスタジオ出演するほか、画面右上に当コーナー特設ホームページへのQRコードを表示したり、テレ玉でのみ、データ放送で当コーナーの特設ホームページやメーカーのホームページにアクセスすることができるようになった。
2016年8月3日まで田中美和子が、同年9月7日からは加納有沙が担当している。
2020年5月13日放送分をもって、1回目の産休を取るため一時降板[208]。同年6月3日から10月7日まで佐々木真奈美がピンチヒッターを務めた。11月4日より加納が復帰した。
2021年11月2日放送分をもって、2回目の産休を取るため一時降板[注 23]。同年12月1日から2022年1月12日まで、フリーアナウンサーで、お笑い芸人の団長安田（安田大サーカス）の妻・安田さちがピンチヒッターを務めている[210]。
しかし、安田が新型コロナウイルスの濃厚接触者となったことを受けて、同年2月9日放送分は、フリーアナウンサーの冨並望美が急遽代役として出演した[注 24]。3月2日より加納が復帰した[211][212]。
- くらしの相談
首都圏トライアングル枠の日替わりコーナー1で不定期に放送。「勘定」と「感情」で「相続」を「争族・争続」にしないために、税理士法人「安心資産税会計」社長の高橋安志が相続について解説する。
コーナーの終わりには「小噺」として、なぞかけや高橋自身の身の周りで起きた出来事についてダジャレ交えながら披露することがお決まりになっている。
- #アオハルのむこうがわ（協力：埼玉県教育委員会）
首都圏トライアングル枠の日替わりコーナー1で2021年4月14日から毎月第2・4週に放送。新型コロナウイルスの影響で体育祭や文化祭、部活動の大会などのイベントが中止や延期となっている。そこで、当番組では埼玉県内の高校を全力取材し、コーナーを通じて高校生たちの熱いパフォーマンスや想いを学校紹介と共に中継で荒木が、収録でテレ玉くん（テレ玉くんぬいぐるみ（小））が伝える[20]。
2021年6月14日から6月18日までの週は、大学生にスポットを当てる「特別編」と題して、埼玉県内の大学[注 25]から中継で荒木が伝えた[213]。
同年10月20日より、毎月第3週の首都圏トライアングル枠の日替わりコーナー1・埼玉ローカル枠の日替わりコーナー2に兄弟企画として小・中学生編が放送開始された。小・中学生にスポットを当て、学校で学ぶことの意義や喜び、友達同士のコミュニケーションの大切さなど、等身大の姿や気持ちを伝えるとしている[214]。当シリーズでは、荒木に加えて、各芸能人がレポーターに加わる[215]。
2021年5月26日からは、太陽ホールディングスの提供クレジットが挿入されており、トーゼミグループも9月8日から10月27日まで、聖教新聞社も同年9月8日から9月22日までと2022年1月19日にそれぞれ併せて挿入されていた。11月30日からは日本薬科大学・ソニックシティホールが、12月14日には聖教新聞社も併せて挿入されていた。
2022年11月1日から12月1日までの（11月23日を除く）毎日、新型コロナウイルスの影響で中止になった浦和まつり音楽パレードで演奏を披露する予定だった児童・生徒達のパフォーマンスを紹介する「#アオハルのむこうがわ 小中学生編 特別編〜浦和まつり音楽パレード〜」を放送した[216][217]。
- くらしの経済
埼玉ローカル枠の日替わりコーナー2で不定期に放送。私たちの暮らしに身近な経済について野村證券さいたま支店ウェルス・パートナー課の担当者が優しく分かりやすく解説する。
- ココロとカラダをひとやすみ Re:Life
埼玉ローカル枠の日替わりコーナー3で2020年4月1日から放送。家で出来る簡単なリラクゼーションについてヨガインストラクター・管理栄養士の望月沙紀が解説する。
- 協会けんぽ健康情報コーナー
埼玉ローカル枠の日替わりコーナー3で不定期に放送。中小企業に勤務する方、その家族が加入する公的医療保険、協会けんぽが健康づくりに役立つ情報を紹介する。
2020年3月18日をもって一旦最終回を迎えたが、同年8月26日に復活した。
- 戸田市インフォメーション
埼玉ローカル枠の「安心安全インフォメーション」直前に2020年10月7日から毎月第1・3週に放送。戸田市民はもちろん、埼玉県民にも知って欲しい暮らしの情報やイベントを紹介する。

### 木曜日
- 苗から一緒に育てよう! 竹本ファーマーズ
首都圏トライアングル枠の日替わりコーナー1で放送。「究極の地産地消」と題して、番組に応募した視聴者とお侍ちゃんと一緒に夏野菜を育て、2019年6月27日には埼玉ローカル枠のコーナー「クックハンド」に出演する国際クッキングスクールの内堀恵子と共に夏野菜を使ってカレーを作った。次の放送では山崎、竹本、お侍ちゃんが、手軽にできる「キッチンガーデニング」を始めた。
菅久が司会に就任した2020年4月からはジャガイモ、大根、ラディッシュを育てた。
2021年1月14日から荒木優里が木・金曜日の司会を担当したことにより、同年1月28日より、荒木・お侍ちゃんと共に、小松菜・にんじん・長ねぎ・豆苗を使った「リボベジ」（再生野菜）に挑戦した。
同年4月から荒木・お侍ちゃんと共に、サツマイモを育てた。12月16日放送分で、同月2日に収穫したことを発表し、スタジオで収穫したサツマイモを披露した[注 26]。
2022年4月14日放送分より、荒木に代わり、望月麗奈が「ファーマーズ」に仲間入りした。なお同日に限り、お侍ちゃんは、5時台「お取り寄せ倶楽部」と合わせて自宅からリモート出演した。
放送予定が無い日でも、不定期で「竹本ファーマーズ mini」として埼玉ローカル枠のエンディングに放送している。
2019年3月までは「花卉園芸農家 竹本孝之の タケモトファーム」として放送。
- おいしい山形
首都圏トライアングル枠の日替わりコーナー1で毎月第2週に放送。観光やグルメなど山形県のおいしい情報を山形県東京事務所の関係者が紹介する。
- いいね上田
首都圏トライアングル枠の日替わりコーナー1で2021年6月10日から年間12回放送（予定）。2017年9月14日から2021年3月25日まで不定期に放送してきた「上田市へ行こう」に代わる、長野県上田市の観光情報を伝えるコーナー。リポーターのわらふぢなるおが上田市を散策し、もっと深く『コアな上田のイイネ』を伝えるとしている[219]。
- 荻秀幸の漢方納得相談
前番組『ごごたま』から継続。埼玉ローカル枠の日替わりコーナー2で放送。一心堂薬局代表の荻秀幸が漢方薬について優しく詳しく教える。
コーナーは一心堂薬局の一社提供で、最初に提供クレジットが挿入される[注 27]。
祝日で番組自体が休止となる場合、他曜日の同じ枠で放送する。
- さいたま市インフォメーション
前番組『ごごたま』から継続。埼玉ローカル枠で『出張!マチコミボード』の手前で放送。お出かけスポットやイベント案内を中心にさいたま市の情報を伝える。
- きれいに かんたん たのしく ORIGAMI
埼玉ローカル枠の日替わりコーナー3で2020年4月2日から放送。日本の伝統的な文化である折り紙の魅力を発信する。首都圏トライアングル枠の日替わりコーナー1や他曜日の同枠でも放送することがある。
同年2月5日・3月26日には、正式なコーナー名の言及はなかったものの、ラインナップでは「ORIGAMI」として、事実上のパイロット版が埼玉ローカル枠の日替わりコーナー3で放送した。3月26日放送回では、4月よりレギュラー化することが発表された。
- お取り寄せ倶楽部
埼玉ローカル枠の日替わりコーナー3で2020年4月9日から「おうちでたのしく」として放送。新型コロナウイルスの感染拡大により外出自粛が続く中、自宅でできる様々なものを紹介する。
同年4月9日、30日は「お取り寄せグルメ編」、4月16日、23日は「お取り寄せグルメ 三重県編」、5月7日は「お取り寄せグルメ 岩手県編」を放送[注 28]。
5月14日より「おうちでたのしく 〜お取り寄せ倶楽部〜」に改題。さらに5月28日より「お取り寄せ倶楽部」に改題。
9月10日よりお侍ちゃんがプレゼンターとして毎回登場することとなった[170]。これ以降、各放送回で「コンパクト参勤交代」と題し、取り上げる都道府県を手短に紹介している。なお、お侍ちゃんが欠席している場合、菅久が代理でプレゼンターを務め、タイトルも「スカッと!菅久参勤交代」と差し替えている。
2021年2月18日から3月4日までは首都圏トライアングル枠にてスペシャル版が放送され、2月18日は「feel NIPPON」を紹介、2月25日と3月4日は竹本がその特産品の産出地へと訪れるVTRが放送された[221]。
2022年4月14日放送分に限り、お侍ちゃんは、4時台「苗から一緒に育てよう! 竹本ファーマーズ」と合わせて自宅からリモート出演した。
お侍ちゃんがプレゼンターに就任した2020年9月より、視聴者プレゼントをかけたクイズは連動データ放送で実施されていたが、2022年8月18日放送分より、テレ玉アプリに移行された。

### 金曜日
- ちちぶだより
前番組の『ちちぶなう。』を継承し、首都圏トライアングル枠の日替わりコーナー1で不定期に放送。秩父地方の話題を伝える。
秩父市・横瀬町・皆野町・長瀞町・小鹿野町・皆野町・寄居町・秩父開発機構が制作協力として、VTR内のオープニングでクレジットが挿入されている。
2022年4月15日より、一色眞緒が新たにリポーターに加わった[222]。
- ご当地中継63
#ご当地中継63を参照。
- ジャガモンド斉藤の決!作劇場
埼玉ローカル枠の日替わりコーナー2で2020年4月24日から放送。年間260本もの映画を見るほど映画好きなジャガモンドの斉藤正伸が、自宅で見ることができるおすすめDVDを、ジャンルを絞って紹介する。
5月1日より首都圏トライアングル枠の日替わりコーナー1で放送している。
2022年10月7日より埼玉ローカル枠の日替わりコーナー2で、4時台の番外編「ジャガモンド斉藤の決!作劇場+」も放送している。
コーナーロゴのイラストは、斉藤がメンバーに所属していたYouTubeチャンネル「しゃべんじゃーず」のイラスト描いた水野ハチ[223]。
- ジョイフーズ幸せ食卓じかん
埼玉ローカル枠の前半で2022年10月14日から月1回放送。「今日の食卓を幸せにする」スーパーマーケット・ジョイフーズの耳寄りな情報を、同社社員がスタジオに生出演して紹介する。
オープニングBGMは、5時台「クックハンド」で2016年4月から2018年3月まで使われていたものである。
- スポたま!
埼玉ローカル枠の日替わりコーナー3で2021年4月9日から放送。プロ・アマ問わず、埼玉県内で活躍するアスリートはもちろん、スポーツに関わる様々なジャンルの人物や試合結果を紹介する。
前番組の火曜日第2部（埼玉ローカル枠）でも「スポたま」（2015年4月7日 - 2016年3月29日）として、ほぼ同じ内容のコーナーを放送していた。
2021年12月24日までは、ビダブリッドジャパン[注 29]、2022年1月14日からは、ファイブイズホームの提供クレジットが挿入されている。

### 不定期
- 海と日本PROJECT in 埼玉県
埼玉ローカル枠の日替わりコーナー3で放送。地球にとってなくてはならない「海」に関する環境の変化などを「自分ごと」として捉え、海を未来へ引き継いでいこうと日本財団や国土交通省の旗振りの下、オールジャパンで推進しているプロジェクト「海と日本PROJECT」の活動の模様を放送する。
- 菓子ごよみ
埼玉ローカル枠の天気予報の後で2021年5月6日から月に一回の放送。季節の話題も取り入れながら十万石ふくさやの和菓子の紹介をする。
放送当初から、タイトル名は無かったものの、同社の和菓子の紹介をしており、コーナーに昇格した形となった。
- テレ玉放送番組審議会
埼玉ローカル枠で天気予報の後に放送。当番組放送日前日に行われたテレ玉放送番組審議会の模様を放送する。
- リバーインフォメーション
埼玉ローカル枠で天気予報後に2021年10月22日から月に一回の放送。埼玉県内で入間川流域を中心に甚大な被害をもたらした2019年の台風19号（東日本台風）から2年が経過した。当番組では、荒川上流河川事務所が発行している「かわらばん」を使って防災や災害対策について紹介する。

## 過去のコーナー

### 毎日
- NEWS AND TOPICS（放送開始 - 2018年度中）
前半オープニングのあとに放送。この時間に入っている全国ニュースを4項目にまとめて伝える。時間の関係で全て伝えないことがある。2018年度からは写真や新聞記事を使用していた。
- 花ごよみ→まちごよみ（放送開始 - 2017年度）
首都圏トライアングル枠で天気予報のあとに放送。視聴者から寄せられた花の写真を紹介する。2017年度からは「まちごよみ」として、花に限らずペットや街の風景の写真を紹介する。
- EveningNews（ - 2018年3月30日）
前番組『ごごたま』から継続していたニュースコーナー。2018年4月2日より『ニュース545』に独立。
- マチコミ動画大賞（2018年度のみ）
首都圏トライアングル枠で放送。視聴者から寄せられた動画（内容は自由）を紹介する。上半期と下半期に大賞を選び、選ばれた視聴者には商品券3万円がプレゼントされる。
- 今日の一手 ブラック オア ホワイト
首都圏トライアングル枠で2019年度から「出張!マチコミボード」の前に放送。当番組出演者と視聴者がリバーシをするコーナー。番組出演者は先手で黒石を、視聴者は番組に最も多く寄せられた一手を次の一手として、後手で白石を打つ。2018年4月2日から9月28日まで埼玉ローカル枠で「今日の一手」として番組出演者と視聴者が将棋をするスタイルを行っていたが、今回はそれを復活させる形となった。BGMはマイケル・ジャクソン「ブラック・オア・ホワイト」。
2019年5月22日に番組側の勝利をもって当コーナーは終了した。
- 山崎彩紗の今日み津々
首都圏トライアングル枠で放送。山崎が日々気になるものを紹介する。（山崎のブログも同名タイトル[224]。）タイトルコールは両人差し指を交互に前後に動かすのが特徴。不定期でパーソナリティの「今日み津々」がある。（その際、山崎のタイトルコールに割り込む形で始める。）
2019年3月末を最後にコーナーは放送されなくなったが、8月23日に日替わりコーナー1で復活。今後は不定期で放送された。
2019年9月6日には、前説芸人の浜ロンが登場した[225]。
- #マチコミ新成人応援企画
2021年1月15日から同年3月5日まで放送[226]。新型コロナウイルス感染拡大に伴い、多くの自治体で2021年の成人式が中止や延期となった。この日を楽しみにしていた新成人に向けて、「テレビが、いまできること」として、新成人の晴れ姿を番組内の他、特設ホームページでも紹介する[15]。BGMは、2021年が馬場俊英の「スタートライン」、2022年がback numberの「手紙」、2023年が宇多田ヒカルの「花束を君に」。
2021年1月15日は埼玉ローカル枠の日替わりコーナー3で放送していたが、同年1月18日からは首都圏トライアングル枠の「天気予報」直後に放送。
- 東日本大震災から10年 あの日を乗り越えて
首都圏トライアングル枠の日替わりコーナー1で2021年3月8日から同年3月12日まで放送。東日本大震災の発生から10年を迎える週に、月 - 金曜日まで特集として、震災に関連する様々な活動に取り組む人々に話を聞く[227]。
- 埼玉県防災学習センター協力・防災の備え
埼玉ローカル枠の冒頭で2021年3月8日から同年3月12日まで放送。東日本大震災の発生から10年になるを前に、地震など災害が発生した時、私たちは何をすればいいのか、どのような準備をしておけばいいのかについて、木・金曜日司会の荒木優里が紹介する。また、埼玉県庁の協力のもと、防災のあり方を見つめ直し、私たちが今できることを考える[227]。
- #マチコミ卒業応援企画
2021年は3月8日から3月31日まで、2022年は3月14日から3月31日まで放送。新型コロナウイルス感染拡大に伴い、例年のような卒業式を開催することが難しい学校が増えることが予想される。テレ玉では、「#マチコミ新成人応援企画」に続き、「#マチコミ卒業応援企画」として、新たな夢に向かってはばたく卒業生を紹介する[18]。BGMは、2021年のみ奥華子の「変わらないもの」で、2022年、2023年は奥華子の「ガーネット」。
2022年は住友生命・たまアリ△タウン・株式会社華蓮の提供クレジットが挿入されていた[注 30]。
- マチコミ新入生応援企画
2021年は4月12日から4月30日まで、2022年は4月11日から4月28日まで放送。新型コロナウイルス感染拡大に伴い、例年のような入学式を開催することが難しい学校が増えることが予想される。テレ玉では、「#マチコミ新成人応援企画」「#マチコミ卒業応援企画」に続き、「マチコミ新入生応援企画」として、新入生の晴れ姿を紹介する[20]。BGMは、2021年、2022年ともに松たか子の「明日、春が来たら」。
2022年は住友生命・株式会社華蓮・株式会社デサンの提供クレジットが挿入されていた[注 31]。
- 未来に残したいさいたま市の20周年
埼玉ローカル枠の冒頭で、2021年10月11日から同年10月22日まで放送。同年5月1日でさいたま市が誕生してから20周年となったことから、市民から募集した「未来に残したいさいたま市の20年」がテーマの写真を紹介する。
当コーナーにはアイルグループの提供クレジットが挿入されていた[注 32]。
- ヒト言申し上げます
埼玉ローカル枠で2019年4月から放送。放送日の新聞から番組が気になった記事を紹介した後、パーソナリティが「ヒト言申し上げます」とタイトルコールして独自の目線でコメントする。
当コーナーは2018年度から不定期で放送していたが、2019年度から全曜日で放送するようになった。

### 火曜日
- おうちでギター
埼玉ローカル枠の日替わりコーナー2で2020年4月14日から放送。新型コロナウイルスの感染拡大による外出自粛が呼びかけられている中、こんな時だからこそ新しい趣味を見つけるべく、ギターの演奏方法を紹介する。
また、ギター初心者の菅久にはベン・E・キング「スタンド・バイ・ミー」（4月14日 - 5月26日）→あいみょん「マリーゴールド」（6月4日 - 7月15日）→馬場俊英「スタートライン」（7月22日 - 8月18日）を課題曲として与え、馬場が演奏方法を指導する。
同年8月18日をもって終了したが[228]、同年11月10日より当コーナーが約3ヶ月ぶりに復活した。課題曲は視聴者からのリクエストでワム!の「ラスト・クリスマス」を演奏した[229]。
2021年1月12日から同年3月23日まで、菅久のリクエストでいきものがかりの「ありがとう」を演奏した。
同年3月30日から7月13日まで、Kiroroの「Best Friend」を演奏した[230]。
同年7月20日から10月12日まで、太田裕美の「木綿のハンカチーフ」を演奏した[231]。
同年10月26日から2022年1月18日まで、緑黄色社会の「Mela!」を演奏した[232]。
2022年1月25日からは、優里の「ドライフラワー」を演奏していた。
同年5月10日、同月5日に埼玉県熊谷市の八木橋百貨店8階の総合多目的ホール「カトレアホール」で開催された馬場のコンサート「Singer Song Writer’s Night Vol.2」[233]で、菅久が「木綿のハンカチーフ」のギター演奏を披露する模様を放送した「完結編」をもって終了した[234][235]。
- 美味しいスイーツ教えてもらってもイイですか?
埼玉ローカル枠の日替わりコーナー2で2017年度中から放送。馬場俊英が箱の中から引いた市町村をスタッフがその街の人に聞き込みする。紹介したスイーツは馬場がガチャガチャを回して、当たった人が食べることができる。
2019年7月2日をもって最終回を迎えた。
- 窓辺の風景
首都圏トライアングル枠の「天気予報」の直後で2020年4月14日から放送。新型コロナウイルスの感染拡大による外出自粛で、自宅にいる時間が多くなっている中、視聴者から寄せられたいつもは見過ごしてしまうものや暮らしの中で発見したものを写真で紹介する。
同年4月7日の放送（首都圏トライアングル枠）で馬場がコーナー化を提案した。
- まるっと埼玉150
首都圏トライアングル枠の後半で2021年8月3日から放送。ナビゲーターの成田長親（忍城おもてなし武将隊）が、2021年11月14日に誕生150周年となる埼玉県の素晴らしいところや魅力、おすすめスポットなどを紹介するとしていた[236]。
当コーナー中盤では毎回、成田が「必殺!!井戸端会議でえた話」として、忍城下で住民から得た埼玉にまつわる情報を紹介する。
また、「私と埼玉」をテーマとした視聴者からの埼玉に関するエピソードを特設ページから募集していた。
同年10月19日には、埼玉ローカル枠の日替わりコーナー3でも放送された[237]。
同年11月9日をもって最終回を迎え、ナビゲーターの成田長親と埼玉県知事の大野元裕との対談インタビューの模様が放送された。なお、「私と埼玉」がテーマの視聴者からのメッセージは、目標数の150に達成することができなかった[238]。
- 彩の国鎌倉めぐり
首都圏トライアングル枠の後半で2022年10月11日から放送。NHK大河ドラマ『鎌倉殿の13人』に出演する大野泰広（足立遠元役）と山谷花純（比企能員の娘・せつ役）が比企地域を中心に埼玉県内の比企一族や鎌倉殿ゆかりのその周辺のオススメを紹介する[239]。
- 今週のメッツァニュース
埼玉ローカル枠の「出張!マチコミボード」直後で2019年7月2日から放送。飯能市にあるメッツァの最新ニュースを伝える。
- 馬場俊英の北海道ウマさ直行便
埼玉ローカル枠の日替わりコーナー2で2021年8月24日から毎月1回放送。「視聴者の皆さんと北海道ならではの美味しさを共有する」をコンセプトに、馬場がコンサート等で訪れる北海道にあるグルメを北海道産地直送センターの協力の下で紹介する。
紹介する商品の詳細は、当コーナー放送中に画面右上に表示されるQRコードで読み取ることができる。
同年11月30日よりハルカラが「北海道勝手に応援団」として毎回登場することとなった[240]。
コーナーBGMは、2021年6月度に首都圏トライアングル枠の天気予報で流れた馬場俊英の「世界のみなさんこんにちは」。

### 水曜日
- 100のありがとう
埼玉ローカル枠の日替わりコーナー2で2018年度中から不定期に放送。山崎が自らハンディカメラを回し、様々な人の「ありがとう」を集める。
2019年11月6日をもって最終回を迎えた。
- 元気餃子プロジェクト
埼玉ローカル枠で2021年8月4日から放送。菅久・伊東に加え、さいたま市の餃子・焼売の製造卸を行う株式会社ヨコミゾの企画の下、「コロナ禍の埼玉県民を元気にしたい!」を合言葉に、今までにはなかったオリジナルの餃子を完成させるプロジェクトで、"150周年にふさわしい餃子"として埼玉県からの認定を目指すとしている[236]。
同年11月10日に完結編が放送され[241]、具材は「シャクシナ・多め」に決まり、リモートでゲスト出演した埼玉県県民広聴課の職員から「埼玉県150周年」を応援する商品に認定され、同じくリモートでゲスト出演した埼玉りそな銀行の行員から当コラボ餃子の応援をすることを発表し、2022年2月7日に発売した[242]。同年3月2日放送回でもコラボ餃子の発売を発表し、同月の「マチコミ感謝祭」プレゼントに決定し完結した[243]。
- ドッチを買いまSHOW
首都圏トライアングル枠の日替わりコーナー1で2020年4月8日から放送。一つのテーマをもとにハルカラがおすすめする商品を紹介。毎回デビット伊東には、おすすめする商品どちらか気に入った方をその場で買う。
2020年2月5日、3月4日、25日はパイロット版として埼玉ローカル枠で放送[注 33]。
2月5日のパイロット版から7月8日までは浜名ランチとジャガモンドの斉藤正伸[注 34]が出演した。
5月20日は斉藤に代わり、菅久とコンビを組んだが[注 35]、6月10日に斉藤が復帰した[245]。
7月22日より浜名の相方・和泉杏が復帰するため、7月8日をもって斉藤は降板。今後は後述する金曜日のコーナー「ジャガモンド斉藤の決!作劇場」に改めて専念するとしている[246]。
2021年1月20日は和泉が仕事の関係で、代役として再び斉藤が登場した[247]。
- マチコミ編集局
首都圏トライアングル枠の日替わりコーナー1で毎月第3水曜日に放送。気になる本や雑誌を紹介する。
祝日で17:00スタートの場合や首都圏トライアングル枠で他のコーナーが入っている場合は、埼玉ローカル枠の日替わりコーナー2で放送。
- あーと丸かじり
首都圏トライアングル枠の後半で2022年10月5日から放送。独自の切り口で美術の世界を分かりやすく且つ楽しく紹介するアートテラー・とに〜と、埼玉県出身の現代美術家・田中拓馬が出演する、たった5分でアートを味わえるコーナー。
- シネマ通
埼玉ローカル枠の日替わりコーナー2で2019年7月9日から放送。全国のイオンシネマランキングや話題の映画を紹介する。
開始当初から毎週火曜日に放送していたが、2020年12月2日より毎週水曜日に移動した。
- だれでも麻雀
埼玉ローカル枠の日替わりコーナー2で2020年5月20日から不定期で放送。テレ玉で行っている事業「テレ玉麻雀教室」の告知をしつつ、新型コロナウイルスの感染拡大により外出自粛が続く中、自宅で誰でも麻雀ができる方法を日本プロ麻雀協会のプロが解説する。

### 木曜日
- 上田市へ行こう
首都圏トライアングル枠の日替わりコーナー1で2017年9月14日から2021年3月25日まで不定期に放送。信州上田特別観光大使で演歌歌手の野村美菜が長野県上田市の旬のグルメやおすすめスポットを紹介する。
- もっと!福島んめぇもん
首都圏トライアングル枠の日替わりコーナー1で2019年度中から不定期で「福島んめぇもん」として放送。野菜や果物、お肉など、福島県産農林水産物のデリシャスなものの特徴や美味しい食べ方などを紹介する。
2020年3月5日をもって最終回を迎えた。同日は埼玉ローカル枠でも放送された。
同年7月9日より「もっと!福島んめぇもん」として首都圏トライアングル枠の日替わりコーナー1で復活。当コーナーではTwitterと連動し、「#もっと福島んめぇもん」を付けてツイートすると、画面下のティッカーに表示される。さらに、テレ玉では連動データ放送でクイズに答えてプレゼントの応募することができる。（締め切りは放送終了の17:45まで。tvk・チバテレはテレ玉のホームページから応募可能。）
- 埼女検定
2020年12月24日から日替わりコーナー3で不定期で放送。ドイツ生まれ・川崎市育ちの菅久が「埼玉を知り尽くした女性」になるために様々な検定を受ける竹本肝煎りの企画。
- Saicro Tourism 〜彩の国小旅行〜
首都圏トライアングル枠の後半で2021年2月4日から放送。自宅から1時間程度で行ける小旅行「マイクロツーリズム」の埼玉版として、荒木と竹本が埼玉県内の近場の場所を訪れてリフレッシュする旅企画。オープニング曲にはDan Ayalonの「We Will Get There」が使用される。

### 金曜日
- 彩紗の部屋
首都圏トライアングル枠の日替わりコーナー1で2019年4月12日から不定期で放送。様々なお題をテーマに山崎がシークレットパーソナリティとトークをして、その人柄を暴くコーナー。別時間帯や金曜日以外、それに代役が出演した場合も、放送することがあった。
- Go!Go!17号
埼玉ローカル枠の日替わりコーナー2で2018年4月6日から放送。パップコーンの須田拓也が国道17号埼玉県区間を運転し、気になった店舗を取材する。当コーナーでは「5km以内に1つのお店に入る」「取材交渉は自分で行う」ことがルールである。
オープニング曲およびテーマ曲には、Filmtonesの「Let's go!」が使われた。
2018年7月13日、20日は杉山裕之（我が家）、12月28日、2019年1月11日は須田の相方、松谷ヒロキ、芦沢ムネト、3月15日、22日、29日、4月5日は堀口文宏（あさりど）、8月16日、23日は山崎彩紗（23日収録分はマチコミ放送日の為、山崎は途中退席）がゲストで出演。
2019年1月11日で埼玉県区間の下り線を走破。翌週から上り線の放送が開始。
9月27日に最終回を迎え、須田がスタジオに登場した。
2020年5月1日から同年9月18日まで「Go!Go!17号 ベストセレクション」と題して再放送していた[248]。
- Go!Go!254号
読み方は「ゴーゴー・にーごーよん」。埼玉ローカル枠の日替わりコーナー2で2020年10月2日から放送。2018年4月から2019年9月まで放送していた「Go!Go!17号」の後継として、パップコーンの須田拓也が国道254号埼玉県区間を運転し、気になった店舗を取材する。当コーナーでは前作と同様、「国道254号を往復」「走行車線側の店しか入れない」ことに加え、状況を考慮して、「アポ有りロケ（ただし、須田自身は行き先を知らない）」がルールである。また、取材時は新型コロナウイルス感染防止対策として、体温の計測、手指のアルコール消毒、フェイスシールド（運転中を除く）やマスクの着用を行う。
テーマ曲には、前作に続いてFilmtonesの「Let’s go!」が使われている。2022年2月18日以前、および同年3月18日以降の放送では前作同様オープニングがある。オープニングの曲は稀に同じ曲が数週連続で使用されたことがあるが、基本的に毎回違う曲が使われている[注 36]。
2021年12月17日、2022年1月14日、21日は菅久がゲストで出演[249][250][251]。
2021年4月23日で埼玉県区間の下り線を走破し、須田がスタジオに登場した[252][253]。
2022年3月18日は荒木優里がスペシャルゲストとして出演[254]。
CMが終了してすぐに本編VTRが流れるかたちで放送されている。同年2月25日から3月11日までは、VTRの仕様の違いから、スタジオでVTR振りをしてからVTRに入っていた。
2022年4月22日で埼玉県区間の上り線を走破・最終回を迎え、須田がスタジオに登場した[255][256]。
- 集え!まちの発明家
首都圏トライアングル枠の日替わりコーナー1で2020年4月3日から放送。自身で色んな発明をしている方をスタジオに招き、発明品を紹介する。他曜日の埼玉ローカル枠の日替わりコーナー2でも放送することがある。
- カパルを止めるな!
首都圏トライアングル枠の日替わりコーナー1で2021年1月15日から放送。埼玉県志木市の広報大使であるカパルが気ままに街ブラする企画。
- どうぶつたちのつぶやき
埼玉ローカル枠の日替わりコーナー3で2021年2月5日から放送。新型コロナウイルスの感染再拡大による2回目の緊急事態宣言を受けて休園や施設利用を制限している埼玉県内の動物園や水族館の公式SNSから、可愛らしい動物の映像を紹介する。
首都圏トライアングル枠の日替わりコーナー1で放送する場合がある。
同年9月30日に3回目の緊急事態宣言が解除されたが、10月28日放送分以降も継続している[257]。
- 菅久の防災コーナー
首都圏トライアングル枠の中盤で2021年6月4日から放送。防災士の資格を持つ菅久が、様々な自然災害への対策について紹介する。
- Check It Out
首都圏トライアングル枠の中盤で2021年7月2日から放送。身近な情報をピックアップして紹介する。
- 菅久質問コーナー
首都圏トライアングル枠の「メッセージ・メール紹介」で2021年10月15日から放送。視聴者から菅久への質問を「菅久BOX」から引いて菅久自身が答える[258][116]。
2021年10月22日放送分では、菅久が夏季休暇期間であったため、代理司会の荒木への質問を「荒木BOX」として引いて答えた[259]。
- マエへマエへ!! 猪突猛進!!
埼玉ローカル枠の日替わりコーナー3で2020年4月3日から放送。様々な質問からシークレットパーソナリティが選び、菅久とトークをする、実質「彩紗の部屋」の後継版である。
コーナー名の由来は、前に出て頑張ろう、という意味と菅久の下の名前「瑛麻（えま）」のアナグラムから来ている。
放送予定が無い日でも、不定期で「マエへマエへ!! 猪突猛進!! ミニ」として埼玉ローカル枠のエンディングに放送している。
2021年1月22日から同年3月19日まで、荒木が木・金曜日の司会を担当している間は「ゆるりとききましょう」（ブログのタイトルに因んだ[260]）というタイトル名で放送していた。
- あらきてんき
埼玉ローカル枠で2021年12月17日から2022年3月25日まで毎週金曜日に放送。天気にまつわる暮らしのヒントを荒木が元気に伝える。
スタジオ出演する日のみ放送され、中継出演等の場合は通常通り「天気予報」として放送される。
- もっちーの気持っち〜
埼玉ローカル枠の中盤で2022年5月20日から放送。望月の人となりを知ってもらうべく、自身の嬉しかったこと、楽しかったこと、大好きなことを伝えていく[261]。
BGMはDREAMS COME TRUE「うれしい!たのしい!大好き!」。

### 不定期
- 公園へ行こう!
埼玉ローカル枠の日替わりコーナー2、または3で2018年度中から放送。県内の公園を数日間連続で紹介する。2018年度は野原のぼ一家、2019年度は堀口文宏（あさりど）一家が出演した。
- 埼玉トヨペット Green Brave情報
埼玉ローカル枠の日替わりコーナー3で放送。自称"名古屋の大泉洋"こと、タレント・DJの黒岩唯一が埼玉トヨペット Green Braveの最新情報を伝える。
- マチコミ的道路考（協力：国土交通省関東地方整備局大宮国道事務所）
埼玉ローカル枠の日替わりコーナー2で2021年9月15日から2022年3月16日[262]まで放送。交通安全対策など、知っているようで知らない、考えているようで考えていない埼玉県内の「道路」についてスポットを当てる。
リポート・ナレーションを務める「道ナビゲーター」は、同局アナウンサーの平川沙英。
- 小堺翔太のファンタスティック浦和競馬ガイド
埼玉ローカル枠の日替わりコーナー3で2017年5月30日[263]から2023年3月20日[264]まで放送。浦和競馬の情報を小堺翔太が伝える。
2021年6月2日放送分からは、『浦和競馬 注目レース大討論会!!』告知も兼ねて、同番組のアシスタントMCを務める鈴元まいも登場した[265][266][267]。
2023年1月10日[268]放送分では、小堺が不在・鈴元のみの登場となり、コーナー名も「鈴元まいのファンタスティック浦和競馬ガイド」として放送した。
主に埼玉ローカル枠で放送するが、まれに首都圏トライアングル枠で放送することがある。

## ご当地中継63
2019年5月10日から金曜日の首都圏トライアングル枠と埼玉ローカル枠で開始したテレ玉開局40周年記念企画。埼玉県内の63市町村を約2年かけて巡り、その土地の魅力や旬のイベント情報を生中継で伝える。同局の各市町村を取り上げる内容は、過去の『ハッピーリビング』以来となる。BGMははなわ「咲きほこれ埼玉」（テレ玉開局40周年記念ソング）で、2019年度はその日のエンディング曲にも使用された。リポーターは荒木優里（テレ玉アナウンサー、2019・2021年度）と週替わりのスペシャルゲスト（2019年度）→望月麗奈（2022年度）→野口美和（2023年度～）。
当企画の放送日は、スタジオ進行が司会の山崎彩紗→菅久瑛麻→塚田舞のみとなる。
2020年は、新型コロナウイルスの感染拡大により、同年2月21日の放送を最後に休止状態となっていたが、2021年1月15日より「2ndシーズン」として、感染対策を徹底した上で再開することを2020年12月25日の放送で明らかになった。しかし、新型コロナウイルスの感染再拡大を受けて、政府が2021年1月7日に東京都・埼玉県・神奈川県・千葉県を対象に、2回目の緊急事態宣言を発令したことにより、同年1月12日の放送で当企画を延期することが発表された。
2021年8月6日より、密を避けるために観覧客を入れず、出演者数は必要最低限に減らし、パーテーションの設置などの感染対策を講じた上で再開した。しかし、テレ玉の番組ガイド8月号で8月27日に予定されていた蓮田市の回が、予告なく休止となったが（代替放送日は後述）、9月3日より所沢市の回から再開した。
放送開始当初から、固定スポンサーの埼玉りそな銀行・大栄不動産・AGSと、中継先の自治体に本社を置く企業の提供クレジットが挿入されている。
| 回          | 放送日         | 中継先                                                                 | リポーター                             |
| ----------- | -------------- | ---------------------------------------------------------------------- | -------------------------------------- |
| 1stシーズン |                |                                                                        |                                        |
| 1           | 2019年 5月10日 | 玉淀河原（寄居町）                                                     | 荒木優里・にゃんこスター               |
| 2           | 5月17日        | 道の駅和紙の里ひがしちちぶ （東秩父村）                                | 荒木優里・堀口文宏（あさりど）         |
| 3           | 5月24日        | 天空の楽校（皆野町）                                                   | 荒木優里・ペンギンズ                   |
| 4           | 6月7日         | 伊奈町制施行記念公園（伊奈町）                                         | 荒木優里・山根良顕（アンガールズ）     |
| 5           | 6月14日        | 農業センター（桶川市）                                                 | 荒木優里・ななめ45°                    |
| 6           | 6月21日        | 菖蒲総合支所（久喜市）                                                 | 荒木優里・我が家（杉山裕之・谷田部俊） |
| 7           | 8月2日         | 彩夏祭 北朝霞会場 （朝霞市・北朝霞公園野球場）                         | 荒木優里・松井咲子                     |
| 8           | 8月9日         | 遺跡の森総合公園 （美里町）                                            | 荒木優里・堀口文宏（あさりど）         |
| 9           | 8月30日        | しらおか味彩センター （白岡市）                                        | 荒木優里・ペンギンズ                   |
| 10          | 9月6日         | 新座市役所市民オープンテラス （新座市）                                | 荒木優里・我が家（杉山裕之・谷田部俊） |
| 11          | 9月13日        | 中央公園（熊谷市）                                                     | 荒木優里・にゃんこスター               |
| 12          | 9月20日        | 巾着田（日高市）                                                       | 荒木優里・ななめ45°                    |
| 13          | 10月11日       | 秩父市役所（秩父市）                                                   | 荒木優里・アキラ100%                   |
| 14          | 10月18日       | 手打ちそばうどん 富 （三芳町）                                         | 荒木優里・松井咲子                     |
| 15          | 10月25日       | 入間市児童センター アイクス （入間市）                                 | 荒木優里・アキラ100%                   |
| 16          | 11月1日        | 羽生水郷公園（羽生市）                                                 | 荒木優里・ペンギンズ                   |
| 17          | 11月8日        | 城峯公園（神川町）                                                     | 荒木優里・堀口文宏（あさりど）         |
| 18          | 11月15日       | 毛呂山総合公園（毛呂山町）                                             | 荒木優里・ななめ45°                    |
| 19          | 12月6日        | 古代蓮の里（行田市）                                                   | 荒木優里・にゃんこスター               |
| 20          | 12月13日       | 川島町役場（川島町）                                                   | 荒木優里・我が家（杉山裕之・谷田部俊） |
| 21          | 12月20日       | におどり公園（三郷市）                                                 | 荒木優里・松井咲子                     |
| 22          | 2020年 1月17日 | 道の駅いちごの里 よしみ（吉見町）                                      | 荒木優里・ペンギンズ                   |
| 23          | 1月24日        | 和光市役所市民広場（和光市）                                           | 荒木優里・我が家（杉山裕之・谷田部俊） |
| 24          | 1月31日        | 嵐山町ステーションプラザ 嵐ナビ（嵐山町）                              | 荒木優里・松井咲子                     |
| 25          | 2月7日         | Area 898（横瀬町）                                                     | 荒木優里・ななめ45°                    |
| 26          | 2月14日        | 越生梅林（越生町）                                                     | 荒木優里・堀口文宏（あさりど）         |
| 27          | 2月21日        | エルミこうのす（鴻巣市）                                               | 荒木優里・にゃんこスター               |
| 2ndシーズン |                |                                                                        |                                        |
| 28          | 2021年 8月6日  | 敷島神社・田子山富士塚（志木市）                                       | 荒木優里                               |
| 29          | 9月3日         | ところざわサクラタウン（所沢市）                                       | 荒木優里                               |
| 30          | 10月8日        | 勝呂公民館（坂戸市）                                                   | 荒木優里                               |
| 31          | 10月29日       | 鶴ヶ島市農業交流センター（16時台） こすもす食堂（17時台） （鶴ヶ島市） | 荒木優里                               |
| 32          | 11月12日       | 草加松原（草加市）                                                     | 荒木優里                               |
| 33          | 11月26日       | 蓮田市役所（蓮田市）                                                   | 荒木優里                               |
| 34          | 2022年 2月18日 | 越谷いちごタウン（越谷市）                                             | 菅久瑛麻                               |
| 35          | 3月18日        | ふじみ野市立福岡河岸記念館 （ふじみ野市）                              | 菅久瑛麻                               |
| 36          | 3月25日        | 権現堂公園 JA埼玉みずほ農産物直売所 「さくらファーム」 （幸手市）      | 荒木優里                               |
| 37          | 4月22日        | 宮野園（狭山市）                                                       | 望月麗奈                               |
| 38          | 6月10日        | 本庄レンガ倉庫（本庄市）                                               | 望月麗奈                               |
| 39          | 6月17日        | 騎西城前（16時台） キャッスル騎西（17時台） （加須市）                 | 望月麗奈                               |
| 40          | 8月5日         | 深谷テラスパーク（深谷市）                                             | 望月麗奈                               |
| 41          | 8月26日        | 福寿家（吉川市）                                                       | 菅久瑛麻                               |
| 42          | 9月9日         | 難波田城公園（富士見市）                                               | 菅久瑛麻                               |
| 43          | 9月30日        | 上里カンターレ（上里町）                                               | 望月麗奈                               |
| 44          | 10月14日       | 川越市産業観光館（川越市）                                             | 望月麗奈                               |
| 45          | 10月28日       | 長生館（長瀞町）                                                       | 望月麗奈                               |
| 46          | 2023年 1月27日 | 小鹿野町役場 新庁舎（小鹿野町）                                        | 望月麗奈                               |
| 47          | 3月10日        | 宮代町役場（宮代町）                                                   | 望月麗奈                               |
| 48          | 3月24日        | 子ども・子育て支援複合施設 AGECOCO（上尾市）                           | 望月麗奈                               |
| 49          | 4月21日        | ヒロファーム（春日部市）                                               | 野口美和                               |
| 50          | 6月2日         | ときがわ町活き生き活動センター（ときがわ町）                           | 野口美和                               |
| 51          | 6月16日        | 彩湖・道満グリーンパーク（戸田市）                                     | 野口美和                               |
| 52          | 8月4日         | 北本市農業ふれあいセンター きたもと「四季の恵み」マルシェ （北本市）   | 野口美和                               |
| 53          | 8月25日        | 古利根川遊覧船上・杉戸町観光案内所（流灯ふれあい館）（杉戸町）         | 野口美和                               |
| 54          | 10月13日       | まつぶし緑の丘公園（松伏町）                                           | 野口美和                               |
| 55          | 10月27日       | 東松山市農林公園（東松山市）                                           | 野口美和                               |
| 56          | 11月24日       | トーベ・ヤンソンあけぼの子どもの森公園（飯能市）                       | 野口美和                               |
| 57          | 12月8日        | 蕨市役所 新庁舎（蕨市）                                                | 野口美和                               |
| 58          | 12月15日       | 川口市立文化財センター分館 郷土資料館（川口市）                        | 野口美和                               |
| 59          | 2024年 1月26日 | 伊古の里 農家レストラン（滑川町）                                      | 野口美和                               |
| 60          | 2月16日        | 八潮市役所 新庁舎（八潮市）                                            | 野口美和                               |
| 61          | 3月1日         | 上熊井農産物直売所「ちょっくま」（鳩山町）                             | 野口美和                               |
| 62          | 3月15日        | 小川町観光案内所・移住サポートセンター「むすびめ」（小川町）           | 野口美和                               |

### 当企画のコーナー

#### 現在
- ご当地PR小隊（首都圏トライアングル枠）
街の魅力を伝えるPRコーナー。2019年度は、制限時間3分以内であれば何人何組でも紹介可能であった。
2021年度からは、後述の「出張!マチコミボード」と統合する形で、ホワイトボード「ご当地ボード」に中継先の見所を書き込み、制限時間に関係無く、担当者が紹介する方式に切り替えた。
（なお、当企画以外のコーナーを放送する場合は、埼玉ローカル枠で放送。）
- ご当地グルメ（埼玉ローカル枠）
2021年度から実施。2019年度のみ実施していた「ご当地5分deクッキング」を刷新する形で、調理の制限時間を設けず、その地域の美味しい料理を荒木が紹介する。しかし、試食できるには、荒木（またはスタジオにいる菅久）が中継先に関するクイズに答えなければならない。
2022年6月17日の加須市の回に限り、実質復活という形で「ご当地クッキング」として、時間制限を設けずに加須うどんを調理した。
- ご当地一本締め!（埼玉ローカル枠）
2021年度から、新型コロナウイルス感染対策として、「目指せ!No.1 大声選手権」の代替コーナーとして実施。ルールは集音マイクの前で一本締めを行い、その音量を測る。音量が県内1位になった市町村には、1年間無料でPRCMをテレ玉で放送することができる。

#### 過去
- 出張!マチコミボード（首都圏トライアングル枠）
2019年度のみ実施。他曜日と同様、放送週のメッセージテーマについて地元を絡めた街の声をホワイトボードに書いた人にリポーターが尋ねる。
（なお、当企画以外のコーナーを放送する場合は、埼玉ローカル枠で放送。）
- ご当地5分deクッキング（埼玉ローカル枠）
2019年度のみ実施。その土地の特産品を使った料理を5分以内で作る。
- 目指せ!No.1 大声選手権（埼玉ローカル枠）
2019年度のみ実施。ルールは集音マイクから1m下がった所で叫び、声量を測る。何人叫んでも可能で、叫ぶ言葉は各市町村で自由に決める。声量が県内1位になった市町村には、1年間無料でPRCMをテレ玉で放送することができ、2020年3月時点で1位だった吉見町がCM放送権を獲得した。

## ネット局
前半の30分間のみ首都圏トライアングルで放送。ただし、祝日および夏の高校野球県大会が実施される場合には首都圏トライアングル枠は休止となり、17時からのテレ玉ローカル枠だけの短縮放送となる。また浦和競馬開催時は、テレ玉はマルチチャンネル編成のため、首都圏トライアングル枠はSD画質での放送だったが、2023年12月11日以降テレ玉がIPマスター・IPスタジオサブ更新に伴い、メイン・サブどちらのチャンネルもHD同時配信が可能となった。

### 現在のネット局
| 放送対象地域 | 放送局                   | 系列                            | 放送時間                      | 放送期間       | 備考 |
| ------------ | ------------------------ | ------------------------------- | ----------------------------- | -------------- | --- |
| 埼玉県       | テレビ埼玉（TVS） 製作局 | 独立協 （首都圏トライアングル） | 毎週月 - 金曜日 16:30 - 17:30 | 2016年4月4日 - | 放送開始から2018年3月30日まで、16:30 - 18:00 2018年4月2日から2024年9月27日まで、16:30 - 17:45 2024年10月2日放送分から、同日放送の埼玉ローカル枠の再放送を開始した。                                                        |
| 神奈川県     | テレビ神奈川（tvk）      | 独立協 （首都圏トライアングル） | 毎週月 - 金曜日 16:30 - 17:00 | 2016年4月4日 - | ※神奈川県内のスポーツを中継する場合 （高校野球神奈川県大会期間＜平年7月＞含む）は休止 |
| 千葉県       | 千葉テレビ放送（CTC）    | 独立協 （首都圏トライアングル） | 毎週月 - 金曜日 16:30 - 17:00 | 2016年4月4日 - | ※テレビ傍聴席（千葉県議会中継）放送時、 高校野球千葉大会（平年7月）放送時、 夏休みのアニメスペシャル（平年8月）放送時は休止。 ※2020年まで、船橋競馬中継が昼間開催の場合は マルチチャンネル編成のためSD画質での放送だった。 |

## オープニングテーマ
- 2016年4月 - 2018年3月
- 2018年4月 - 現在
テーマ曲は馬場俊英が書き下ろしたもの[282]。後に歌詞を付けて「ステップ・バイ・ステップ Collaboration with 池田綾子、森大輔」として、同曲が収録されたアルバム「ステップ・バイ・ステップ」が2018年9月19日にリリース。

## エンディングテーマ
17:43までの尺が余った際にはミュージックビデオが流れる。ただし、水曜日や金曜日、および尺があまり残っていない場合にはミュージックビデオは流れない。

### 2016年
- 4月度：Zawachin「まだ見ぬセカイ」[283]
- 8月度：lovefilm「Kiss」
- 10月度：おつかれーず「ひまわり」
- 11月度：コタクラ「ごめんね」[284]
- 12月度：eLSKETCHER「フラッシュバック」

### 2017年
- 1月度：岩佐美咲「鯖街道」
- 2月度：馬場俊英「I HAVE A DREAM」
- 3月度：はやぶさ「流星のロマンス」
- 4月度：ZILCONIA「Compass」[285]
- 6月度：馬場俊英「今の君がいちばんいいよ」
- 7月度：杉山清貴「雨粒にKissをして」
- 8月度：竹本孝之「真夏の陽炎」
- 9月度：馬場俊英「街路樹」
- 10月度：ROLL-B DINOSAUR「ガンガン」

### 2018年
- 2月度：須澤紀信「ノイズ」
- 3月度：東池袋52「雪セゾン」
- 4月度：さくらしめじ「スタートダッシュ」
- 5月度：河崎千尋「なにげないこと」[286]
- 8月度：The Super Ball「ラブソング」[287]
- 10月度：馬場俊英「ステップ・バイ・ステップ Collaboration with 池田綾子、森大輔 」
- 12月度：村上佳佑「Nothing But You」

### 2019年
- 1月度：Calmera「地中海に浮かぶ女-THE FINAL-」
- 2月度：CUBERS「Samenaide」[288]
- 3月度：TANEBI「Explorer」[289]
- 4月度：浜端ヨウヘイ「カーテンコール」
- 5月度：神田莉緒香「主人公になれなくても、」[290]
- 6月度：緑黄色社会「幸せ」
- 7月度：松室政哉「僕は僕で僕じゃない」
- 8月度：鶴「バタフライ」
- 9月度：福原遥「未完成な光たち」
- 10月度：真心ブラザーズ「愛」
- 11月度：Baby kiy「Hummingbird ～キセツハズレノハナビ～」
- 12月度：ももすももす「アネクドット」

### 2020年
- 1月度：鈴木愛理「Break it down」
- 2月度：Anna「I'm not alone」
- 3月度：鶴「ペインキラー」[注 55]
- 4月度：間々田優「吉川美南」[注 56]
- 5月度：馬場俊英「ケムシのうた」[注 57]
- 6月度：藤井香愛「その気もないくせに」[注 58]
- 7月度：Novelbright「夢花火」[注 59]
- 8月度：杏沙子「ジェットコースター」[注 60]
- 9月度：RINA「Shadows Of The Mind」[注 61]
- 10月度：横浜銀蝿40th「昭和火の玉ボーイ」[注 62]
- 11月度：海蔵亮太 with 大竹しのぶ「ありがとうって気づいていてね」[注 59]
- 12月度：スターダスト☆レビュー「はっきりしようぜ」[注 63]

### 2021年
- 1月度：WATWING「SHELLY」[注 64]
- 2月度：BmF「Moving on」[注 59]
- 3月度：馬場俊英「そろそろ元気だせよ」[注 59][注 65][292]
- 4月度：令和三姉妹「みんなの旅☆みんなの歌」[注 59]
- 5月度：川村康一「涙の通り雨」[注 59][293]
- 6月度：まるりとりゅうが「リナリア」[注 66][294]
- 7・8月度：高橋美之「BLOOM」[注 67][注 68]
- 9月度：高橋美之「Chimney」[注 69][注 70]
- 10月度：加藤万里奈「名前の無い駅」[注 59][295]
- 11月度：ヒグチアイ「距離」[注 71]
- 12月度：馬場俊英「APOLLO」[注 59]

### 2022年
- 1月度：渡會将士「Bonfire」[注 72][298]
- 2月度：風男塾「BLESS」[注 59]
- 3月度：kittone「君を詠む」[注 59][注 73] [注 74]
- 4月度：熊田茜音「自分磁針」[注 75]
- 5月度：馬場俊英 with 加藤いづみ・池田綾子「あとはそれから考えよう」[注 76]
- 6月度：長渕剛「REBORN」[注 77]
- 7月度：山本雅也「あの夏へ」[注 78]
- 8月度：JINGU「逆走フードデリバリー」[注 77]
- 9月度：Lead「導標」[注 79][300]
- 10月度：S.O.H.B「オレンジ」[注 80][301]
- 11月度：kittone「誰も知らない」[注 77][302]
- 12月度：熊田茜音「VISIONS (feat.寺島拓篤)」[注 77]

### 2023年
- 1月度：et-アンド-「恋のせい、」[注 81]
- 2月度：ASH DA HERO「Judgement」[注 77]
- 3月度：底なしの青「往く」[303]
- 4月度：kittone「名前を呼んで」[304]
- 5月度：FANTASTIC◇CIRCUS「ONE -You are the one-」[305]
- 6月度：鶴「愛とでも呼ぼうか」[306]
- 7月度：荒川実紅「ONE」
- 8月度：SKE48「好きになっちゃった」[307]
- 9月度：熊田茜音「Another Self」
- 10月度：S.O.H.B「オレンジ」[308]
- 11月度：中島卓偉「JUST SAY I LOVE YOU」
- 12月度：GLASGOW「やわらかいパン」

### 2024年
- 1月度：七瀬美菜「花火」
- 2月度：The telephones「ALL SHIT」
- 3月度：ツチヤカレン「堕落もhold me tight」
- 4月度：馬場俊英「君が僕の元気」[309]
- 5月度：藤井香愛「純情レボリューション」[310][注 82]
- 6月度[注 83]：スターダスト☆レビュー「ブギウギワンダー☆レビューのテーマ」
- 7月度[注 84]:kittone「最終回」[311]
- 8月度:犬塚ヒカリ「GOOD LUCK SUMMER」[注 85][312]
- 9月度：ビバラッシュ「エンペラータイム」[313]
- 10月度：アポロ「今、僕は僕のことを好きでいられるんだ」[314][注 86]
- 11月度：CINNAMON’S GOD「Let's Go Heaven」[注 87]
- 12月度：THE COLLECTORS「スティーヴン・キングは殺人鬼じゃない」[315][注 88]

### 2025年
- 1月度：Rhythmic Toy World「ワンダーワールド」[316][注 89]
- 2月度：Nano.RIPE「果てなきブルー」
- 3月度：澪音(MIO)「映えを求めて三千里」
- 4月度：GLASGOW「ブレス」
- 5月度：鶴「アイニードンデー」

## 制作スタッフ
- 技術/大澤孝幸・石川久幸・堀川貴則・梅原達也（2018年度内 - ）
- TK/畠山佑里
- CG/ARTROCK
- 美術制作/俳優座劇場
- メイク/MAKE A WISH
- 衣装協力/プールヴー（2022年6月13日 - ）
- アシスタントディレクター/須藤利菜・渡辺晃紀（いずれも2020年12月7日 - ）・鈴木裕大（2021年8月2日 - ）・和田悠人・石倉皇虎（いずれも2022年6月6日 - ）・青木みゆり（2022年10月11日 - ）
- ディレクター/内野伸二・山本恵子・菊地敦・宇野遼（2022年4月1日 - ）
- チーフディレクター/坂本真行（2022年4月1日 - ）
- プロデューサー/西岡瞳（2020年6月1日 - ）
- チーフプロデューサー/金子英介（2021年12月6日 - ）
- 制作協力/U-net・TAP
- 制作・著作/テレビ埼玉

### 過去のスタッフ
- 技術/巻渕怜士（2017年4月3日 - 2018年度内）・白石美保子（ - 2017年3月31日）・佐々木勇太（2017年4月3日 - 2022年6月3日）
- 衣裳協力/tocco closet（ - 2017年度内）
- アシスタントディレクター/齋藤茉莉（ - 2018年度内）・宇野遼（ - 2017年度内）・秋塲優歩（ - 2017年3月31日）・大熊優太郎（2017年度内 - 2018年度内）・渡邉慎太郎（ - 2019年3月29日）・王皙（2018年度内 - 2019年3月29日）・牧野良（2018年度内 - 2019年夏）・都筑直人（2019年4月1日 - 2019年夏）・佐原はるか（2019年度内 - 2020年5月1日）・赤松大悟（2020年5月4日 - 2020年7月17日）・味岡拓矢（2019年度夏 - 2020年9月11日）・越野駆（2020年9月14日 - 2020年10月23日）・黒沼祐樹（2020年7月20日 - 12月4日）・那須隼人（2019年度夏 - 2021年5月14日）・大野のぞみ（2020年12月7日 - 2021年7月2日）・尾形沙耶子（2019年4月1日 - 2021年12月24日）
- ディレクター/伊藤規明（ - 2019年3月29日）・丸山俊輔（ - 2017年3月31日）・神山亮佑（ - 2017年度内）・藤岡成彬（2017年4月3日 - 2020年5月29日）・山本真補（ - 2020年5月29日）・大野のぞみ（2021年7月5日 - 12月24日）・坂本真行（ - 2022年3月31日）
- チーフディレクター/山本真補（2020年6月1日 - 2022年3月31日）
- プロデューサー/田中秀一（ - 2018年度内）・平野正美（2018年度内 - 2020年5月29日）・藤岡成彬（2020年6月1日 - 2021年2月5日）・小針義史（2021年2月8日 - 12月3日）
- チーフプロデューサー/安藤邦哲（2020年6月1日 - 2021年12月3日）

## マチコミプラス

### 概要
『マチコミプラス』は、テレビ埼玉の情報番組。上記『情報番組 マチコミ』のスピンオフ番組として、2021年4月29日から不定期で放送。
番組では、夕方の放送で取り上げた地域情報の再放送や、本放送では取り上げなかった旬な話題や注目の情報を紹介するとしている。

### 放送日・放送内容
- 第1回（2021年4月29日 21:45 - 21:50[317]）
あさかリードタウン・東松山リードタウン（積水化学工業 分譲マンションブランド「HEIM SUITE」）
- 第2回（2021年6月21日 21:55 - 22:00[318]）
- 第3回（2022年1月13日 21:45 - 22:00[319]）
同年1月12日夕方に放送した、春日部市の印刷会社・日特印刷のミニ四駆レース「KONOMI CUP2021」特集の拡大版を放送[320][321]。
- 第4・5回（2022年9月27日[322]・10月4日[323] 21:45 - 22:00）
同年8月31日・9月7日夕方に放送した、春日部市の印刷会社・日特印刷のミニ四駆レース「KONOMI CUP IN 2022」特集を2週連続で放送。
- 第6回（2023年1月5日 22:00 - 22:15[324]）
2022年12月21日夕方に放送した、「惣田紗莉渚が見にいく 潜入!ゴルフコンペの裏側」を放送[325][326]。
- 第7回（2024年1月6日 20:30 - 20:45[327]）

　　　2023年12月21日にトライアングルネット枠で放送した「企業のゴルフコンペとは? 山本茉央が潜入取材!!」を放送

### 出演者
- 菅久瑛麻（第1回・第2回）
  - 第1回はスタジオ出演。第2回では主にVTRナレーションを担当。
- デビット伊東（第1回）
  - VTRのみの出演。
- 萩原菜乃花（第3回）
- 岩井勇気（同上）
- 市野瀬瞳（第4・5回）
- 高木由梨奈（同上）
- 惣田紗莉渚（第6回）
- 山本茉央（第7回）

#### ゲスト
- 三遊亭鬼丸（第2回[318]）

#### 制作スタッフ
第4・5回
- セールス：綱川椋介
- フロア：鈴木裕太
- ディレクター：内野伸二
- カメラ：大竹史朗・山下翔
- オーディオ：佐々木勇太・黒田春樹
- 協力：日特印刷株式会社ミニ四駆部・コジマ×ビックカメラ春日部店

第6回
- セールス：綱川涼介
- プロデューサー：西岡瞳
- ディレクター：内野伸二
- カメラ：石川雄樹
- オーディオ：梅原達也
- 撮影協力：プレステージカントリークラブ
- 衣装協力：YAMANI